# Seznam zaniklých sídel v Česku
Tento seznam obsahuje úplně i částečně zaniklá sídla či místa na území dnešního Česka.

## Středočeský kraj

### Okres Benešov
| Obec            | Doba zániku | Důvod zániku        |
| --------------- | ----------- | ------------------- |
| Babor           | 1950–1960   | vodní nádrž Slapy   |
| Borovsko        | 1970–1980   | vodní nádrž Želivka |
| Dolní Kralovice | 1974        | vodní nádrž Želivka |
| Horní Kralovice | 1974        | vodní nádrž Želivka |
| Hruškov         | 1950–1960   | vodní nádrž Slapy   |
| Chrastovice     |             |                     |
| Jizbice         | 1957        |                     |
| Kocanda         | 1950–1960   | vodní nádrž Slapy   |
| Kojetice        |             |                     |
| Kolna           | 1970–1980   | dostavba D1         |
| Libčice         | 1970–1980   | vodní nádrž Želivka |
| Mlýny           | 1950–1960   | vodní nádrž Slapy   |
| Povalilka       | 1950–1960   | vodní nádrž Slapy   |
| Příseka         | 1972        | vodní nádrž Želivka |
| Smrčina         | 1950–1960   | vodní nádrž Slapy   |
| Švihov          | 1970        | vodní nádrž Želivka |
| Toušice         |             |                     |
| Žibřidovice     | 1970–1980   | vodní nádrž Želivka |
| Živohošť        | 1950–1960   | vodní nádrž Slapy   |

### Okres Kladno
| Obec          | Doba zániku | Důvod zániku     |
| ------------- | ----------- | ---------------- |
| Lidice        | 1942        | vypáleno nacisty |
| Humniště      |             |                  |
| Německá Lhota |             |                  |
| Ostrov        |             |                  |
| Svídna        | 16. století | odchod obyvatel  |
| Štěpárna      |             |                  |

### Okres Kolín
| Obec            | Doba zániku | Důvod zániku      |
| --------------- | ----------- | ----------------- |
| Cukmantl        |             |                   |
| Hlaváčova Lhota | po 1885     |                   |
| Hrstkov         |             |                   |
| Korce           | 1618–1648   | třicetiletá válka |
| Stará Báň       |             |                   |
| Týnice          |             |                   |
| Vídeň           |             |                   |
| Vlčí Důl        |             |                   |

### Okres Kutná Hora
| Obec        | Doba zániku | Důvod zániku         |
| ----------- | ----------- | -------------------- |
| Hrádek      | 1970–1980   | vodní nádrž Želivka  |
| Stará Lhota | 1966        | vodní nádrž Vrchlice |
| Švihov      | 1965–1975   | vodní nádrž Švihov   |

### Okres Mělník
| Obec       | Doba zániku | Důvod zániku                 |
| ---------- | ----------- | ---------------------------- |
| Březov     |             |                              |
| Třebošnice | 1960–1970   | odkaliště Spolany Neratovice |

### Okres Mladá Boleslav
| Obec         | Doba zániku | Důvod zániku               |
| ------------ | ----------- | -------------------------- |
| Haškov       |             | přeměna v průmyslovou zónu |
| Chaloupky    |             | VVP Mladá                  |
| Kavčina      | 1926        | sesuv půdy                 |
| Nová Hospoda |             | VVP Ralsko                 |
| Vazačka      |             | VVP Ralsko                 |
| Vrchbělá     |             | VVP Ralsko                 |

### Okres Nymburk
| Obec      | Doba zániku | Důvod zániku   |
| --------- | ----------- | -------------- |
| Bohumilov | 1990–2000   | VVP Mladá      |
| Kří       | 1420–1422   | husitské války |
| Mladá     | 1904        | VVP Mladá      |

### Okres Praha-východ
| Obec         | Doba zániku          | Důvod zániku                                                   |
| ------------ | -------------------- | -------------------------------------------------------------- |
| Aldašín      | vypálena r. 1645     | nebyla obnovena po třicetileté válce                           |
| Bohumil      | zpustla po roce 1652 | třicetiletá válka, v současnosti hájovna                       |
| Janovice     | třicetiletá válka    |                                                                |
| Lažany       | 15. století          | Zánik tvrze, vylidnění                                         |
| Přibyslavice | v průběhu 20. stol   | v průběhu 20. století se vylidňuje, budovy chátrají od 80. let |
| Penčice      | 1648                 | třicetiletá válka, v současnosti hájovna                       |
| Velenec      | 1848                 |                                                                |
| Zípce        |                      | třicetiletá válka                                              |

### Okres Praha-západ
| Obec     | Doba zániku | Důvod zániku |
| -------- | ----------- | ------------ |
| Krsovice | 17. století |              |

### Okres Příbram
| Obec               | Doba zániku | Důvod zániku        |
| ------------------ | ----------- | ------------------- |
| Betlém             | 1950–1960   |                     |
| Bezík              | 1950–1960   | vodní nádrž Orlík   |
| Bor                | 1959        | Vojenský újezd Brdy |
| Břehy              | 1950–1960   | vodní nádrž Kamýk   |
| Brousek            | 1950–1960   | vodní nádrž Orlík   |
| Bučily             | 1950–1960   | vodní nádrž Slapy   |
| Bukevnice          | 1950–1960   | vodní nádrž Slapy   |
| Buzice             | 1950–1960   | vodní nádrž Slapy   |
| Čtvrtý Hamr        |             |                     |
| Hrachoviště        | 1952        | Vojenský újezd Brdy |
| Cholín             | 1950–1960   | vodní nádrž Slapy   |
| Kobylníky          | 1950–1960   | vodní nádrž Slapy   |
| Koledera           | 1950–1960   | vodní nádrž Orlík   |
| Kolvín             | 1952        | Vojenský újezd Brdy |
| Komno              |             |                     |
| Korce              | 1950–1960   | vodní nádrž Orlík   |
| Kovárna            | 1950–1960   | vodní nádrž Slapy   |
| Královská          | 1950–1960   | vodní nádrž Slapy   |
| Luh                | 1950–1960   | vodní nádrž Orlík   |
| Luhy               | 1950–1960   | vodní nádrž Slapy   |
| Moráň              | 1950–1960   | vodní nádrž Slapy   |
| Návoz              | 1950–1960   | vodní nádrž Orlík   |
| Oboz               | 1950–1960   | vodní nádrž Slapy   |
| Padrť              | 1952        | Vojenský újezd Brdy |
| Podskalí           | 1950–1960   | vodní nádrž Orlík   |
| Políčko            | 1950–1960   | vodní nádrž Orlík   |
| Přívozec           | 1950–1960   | vodní nádrž Slapy   |
| Proudkovice        | 1950–1960   | vodní nádrž Kamýk   |
| Rybárna            | 1950–1960   | vodní nádrž Slapy   |
| Sejce              | 1950–1960   | vodní nádrž Slapy   |
| Smilovice          | 1950–1960   | vodní nádrž Slapy   |
| Šefrovna           | 1950–1960   | vodní nádrž Kamýk   |
| Těchnice           | 1950–1960   | vodní nádrž Orlík   |
| Topínka            | 1950–1960   | vodní nádrž Orlík   |
| Trenčín            | 1950–1960   | vodní nádrž Slapy   |
| Ústí               | 1950–1960   | vodní nádrž Slapy   |
| Velcí              |             | Vojenský újezd Brdy |
| Velká              | 1950–1960   | vodní nádrž Slapy   |
| Vestec             | 1950–1960   | vodní nádrž Slapy   |
| Voznice            | 1950–1960   | vodní nádrž Kamýk   |
| Vymyšlenka         | 1950–1960   | vodní nádrž Slapy   |
| Záběhlice          | 1950–1960   | vodní nádrž Slapy   |
| Zaběhlá            | 1952        | Vojenský újezd Brdy |
| Zbenické Zlakovice | 1950–1960   | vodní nádrž Orlík   |
| Zrůbek             | 1950–1960   | vodní nádrž Slapy   |
| Zvírotice          | 1950–1960   | vodní nádrž Slapy   |
| Ždáň               | 1950–1960   | vodní nádrž Slapy   |
| Žebrákov           | 1950–1960   | vodní nádrž Kamýk   |
| Županovice         | 1950–1960   | vodní nádrž Slapy   |

### Okres Rakovník
| Obec      | Doba zániku | Důvod zániku   |
| --------- | ----------- | -------------- |
| Hlivojedy | 1446–1465   | vypáleny       |
| Jezevce   | 15. století | husitské války |
| Kocanda   |             |                |
| Plázek    |             |                |
| Valcha    | po r. 2000  |                |

## Jihočeský kraj

### Okres České Budějovice
| Obec                           | Doba zániku        | Důvod zániku                                            |
| ------------------------------ | ------------------ | ------------------------------------------------------- |
| Babka                          | 1976               | vodní nádrž Římov                                       |
| Branovice                      | po roce 1850       |                                                         |
| Březí                          | 1970–1980          | jaderná elektrárna Temelín                              |
| Buzkov                         | 1989               | vodní nádrž Hněvkovice                                  |
| Hladná                         | 1950–1960          | vodní nádrž Orlík                                       |
| Horní Lipovsko                 | 1950–1960          | vodní nádrž Orlík                                       |
| Houžná                         |                    | výstavba Houžného rybníka a Starého Haklovského rybníka |
| Hrušov (Žimutice)              | 16. nebo 17. stol. |                                                         |
| Humno                          | 1479               | vysídlena při budování rybníka Dehtář                   |
| Jaroslavice                    | 1989               | vodní nádrž Hněvkovice                                  |
| Jedlice                        | po roce 1945       | hraniční pásmo                                          |
| Kořensko                       | 1980–1990          | vodní nádrž Orlík                                       |
| Knín                           | 1970–1980          | jaderná elektrárna Temelín                              |
| Křtěnov                        | 1970–1980          | jaderná elektrárna Temelín                              |
| Lukov (Horní Stropnice)        | po roce 1950       |                                                         |
| Machovice                      | po 1620            | odchod obyvatel                                         |
| Mečíkovice                     | 17. století        |                                                         |
| Mýtiny                         | 1980               |                                                         |
| Nové Hutě                      | 1948–1959          |                                                         |
| Oblanov                        | po 1447            |                                                         |
| Podhájí u Týna nad Vltavou     | 1997               | jaderná elektrárna Temelín                              |
| Purkarec (zanikl jen částečně) | 1990               | vodní nádrž Hněvkovice                                  |
| Růžov                          | 1972               | těžba křemeliny                                         |
| Temelínec                      | 1970–1980          | jaderná elektrárna Temelín                              |
| Veveří                         | 1980               |                                                         |
| Všechlapy                      | 16. století        | dnes je tam rybník Návesný                              |
| Vyhlídky                       |                    |                                                         |
| Zlatěšovice                    | 18. století        | vybudování Staré obory                                  |

### Okres Český Krumlov
| Obec                               | Doba zániku   | Důvod zániku                                      |
| ---------------------------------- | ------------- | ------------------------------------------------- |
| Adámky                             | 1959          | hraniční pásmo                                    |
| Babí                               | 1952–1963     | hraniční pásmo                                    |
| Bachgoberl                         |               | hraniční pásmo                                    |
| Bachman                            |               | hraniční pásmo                                    |
| Bauer                              |               | VVP Boletice                                      |
| Bedřichov                          |               |                                                   |
| Benčice                            | po 1945       |                                                   |
| Beníkovice                         |               | VVP Boletice                                      |
| Berau                              | po 1945       | hraniční pásmo                                    |
| Bezděkov                           |               | VVP Boletice                                      |
| Běleň                              | po 1945       | odsun Němců                                       |
| Bílovice                           |               | VVP Boletice                                      |
| Bludov                             | po 1945       | vysídlení Němců                                   |
| Bolechy                            |               |                                                   |
| Boršíkov                           | po 1945       | hraniční pásmo                                    |
| Bozdova Lhota                      | po 1945       | VVP Boletice                                      |
| Branná                             | po roce 1950  |                                                   |
| Broukárny                          | 1945–1950     | VVP Boletice                                      |
| Břevniště                          |               | VVP Boletice                                      |
| Březí                              |               |                                                   |
| Bučí                               |               |                                                   |
| Bystrá                             | po 1945       | hraniční pásmo                                    |
| Cetviny                            | 1956          | hraniční pásmo                                    |
| Cipín                              |               |                                                   |
| Chlumany                           |               | VVP Boletice                                      |
| Chlumské Domky                     | 1945–1950     | VVP Boletice                                      |
| Dětochov                           |               | VVP Boletice                                      |
| Dobřín                             |               | hraniční pásmo                                    |
| Dolany                             |               | VVP Boletice                                      |
| Dolní Borková                      |               | vodní nádrž Lipno                                 |
| Dolní Brzotice                     |               | VVP Boletice                                      |
| Dolní Drkolná                      | 1945–1950     | hraniční pásmo                                    |
| Dolní Hraničná                     |               | hraniční pásmo                                    |
| Dolní Okolí                        | po 1945       |                                                   |
| Dolní Příbraní                     | 1956          | hraniční pásmo                                    |
| Dolní Světlá                       |               |                                                   |
| Dorstadt                           |               | hraniční pásmo                                    |
| Drahoslavice                       |               |                                                   |
| Drochov                            |               |                                                   |
| Dubová                             |               |                                                   |
| Dvorečná                           |               |                                                   |
| Dvořetín                           |               |                                                   |
| Etbauer                            |               |                                                   |
| Fledl                              |               |                                                   |
| Frantoly                           | po 1945       | vysídlení Němců                                   |
| Frýdava                            | 1958          | vodní nádrž Lipno                                 |
| Frymburk                           | 1958          | vodní nádrž Lipno                                 |
| Gamsau                             |               | VVP Boletice                                      |
| Graben                             | po 1945       | vysídlení Němců                                   |
| Hajmín                             |               |                                                   |
| Hamry                              |               | hraniční pásmo                                    |
| Hartauer                           |               |                                                   |
| Hausberg                           |               |                                                   |
| Hausveitl                          | 1945–1950     | VVP Boletice                                      |
| Havlov                             | po 1945       | vysídlení Němců                                   |
| Herbertov                          |               |                                                   |
| Hlásná                             |               |                                                   |
| Hodoň                              | po 1945       | vysídlení Němců                                   |
| Hodonice                           | 1962          |                                                   |
| Hodslav                            | po 1966       | rozebrána                                         |
| Holzbauer                          |               | VVP Boletice                                      |
| Hora                               | po 1945       | vysídlení Němců                                   |
| Hořičky                            |               | VVP Boletice                                      |
| Hořipná                            | 1945–1950     | vysídlení Němců                                   |
| Horní Borková                      | 1950–1960     | vodní nádrž Lipno                                 |
| Horní Brzotice                     |               | VVP Boletice                                      |
| Horní Dlouhá                       |               |                                                   |
| Horní Drkolná                      |               |                                                   |
| Horní Hraničná                     | 1950–1960     |                                                   |
| Horní Kaliště                      |               |                                                   |
| Horní Malše                        |               |                                                   |
| Horní Okolí                        | po 1945       | vysídlení Němců                                   |
| Horní Příbraní                     | 1956          | vysídlení Němců                                   |
| Horní Přísahov                     |               |                                                   |
| Horní Světlá                       |               |                                                   |
| Horní Šedivý                       |               |                                                   |
| Horní Tichá                        | 1950–1960     | hraniční pásmo                                    |
| Horní Ureš                         | 1950–1960     |                                                   |
| Hory                               | 1950–1960     | vodní nádrž Lipno                                 |
| Hostinov                           |               | VVP Boletice                                      |
| Hostínova Lhota                    |               |                                                   |
| Hradový                            |               |                                                   |
| Hřbítek                            | po 1945       | hraniční pásmo                                    |
| Hrdoňov                            | 1950–1960     | vodní nádrž Lipno                                 |
| Hruštice                           | 1950–1960     | vodní nádrž Lipno                                 |
| Hubenov                            |               |                                                   |
| Hůrka (zanikla jen částečně)       | 1950–1960     | vodní nádrž Lipno                                 |
| Huťský Dvůr                        | po 1945       | vysídlení Němců                                   |
| Hvězda                             | 1950–1960     | hraniční pásmo                                    |
| Hvozd                              |               | VVP Boletice                                      |
| Chvalín                            | po roce 1950  |                                                   |
| Jablonec                           |               | VVP Boletice                                      |
| Jámy                               |               |                                                   |
| Jankov                             |               |                                                   |
| Janova Ves (Pohorská Ves)          | 1956          | vysídlení Němců                                   |
| Janovy Hutě                        | po 1945       | vysídlení Němců                                   |
| Jasánky                            | 1950–1960     | hraniční pásmo                                    |
| Javoří                             |               | VVP Boletice                                      |
| Javory                             | 1945–1950     | hraniční pásmo                                    |
| Jednoty                            | 1950–1960     | vysídlení Němců                                   |
| Jelm                               | 1970          |                                                   |
| Jenín                              | 1945–1950     | vysídlení Němců                                   |
| Jenišov                            |               | vodní nádrž Lipno                                 |
| Jermaly                            |               |                                                   |
| Jestřábí                           | 1950–1960     | vodní nádrž Lipno                                 |
| Jiřice                             | po 1945       | vysídlení Němců                                   |
| Jitronice                          | po 1945       | vysídlení Němců                                   |
| Josefův Důl                        | 1945–1950     | hraniční pásmo                                    |
| Kamenná                            | 1945–1950     | hraniční pásmo                                    |
| Kaplické Chalupy                   |               |                                                   |
| Kapličky                           | 1959          | hraniční pásmo                                    |
| Karlovy Dvory                      |               |                                                   |
| Klení (Hořice na Šumavě)           |               |                                                   |
| Klepná                             | po 1945       | vysídlení Němců                                   |
| Kleštín                            | 1951          |                                                   |
| Klopanov                           |               | hraniční pásmo                                    |
| Kondratice                         |               |                                                   |
| Konrátov                           | po 1945       | vysídlení Němců                                   |
| Koryta                             |               |                                                   |
| Korýtka                            |               |                                                   |
| Kothof                             |               |                                                   |
| Kovářovice                         |               | VVP Boletice                                      |
| Kozák                              | po 1945       | vysídlení Němců                                   |
| Kozí Stráň                         | 1948          | vysídlení Němců                                   |
| Kramolín (Loučovice)               | 1950–1960     | vysídlení Němců                                   |
| Kramolín                           | po 1945       | vysídlení Němců                                   |
| Krásná Pole                        | po 1945       | vysídlení Němců                                   |
| Krčín                              |               |                                                   |
| Kühberg                            |               |                                                   |
| Kvasov                             |               |                                                   |
| Květná                             |               | VVP Boletice                                      |
| Květušín                           | po 1945       | VVP Boletice                                      |
| Květušov                           | po 1945       | vysídlení Němců                                   |
| Kyselov                            |               | hraniční pásmo, vodní nádrž Lipno                 |
| Leopold                            |               |                                                   |
| Lesní Domky                        |               |                                                   |
| Lhota (Dolní Dvořiště)             | 1956          | hraniční pásmo                                    |
| Lhota (Loučovice)                  |               |                                                   |
| Lhotka                             |               |                                                   |
| Linda                              |               | hraniční pásmo                                    |
| Lindské Chalupy                    |               | hraniční pásmo                                    |
| Lipno                              | 1950–1960     | vodní nádrž Lipno                                 |
| Lipoltov                           |               | hraniční pásmo                                    |
| Lipová                             | po 1945       | vysídlení Němců                                   |
| Löffler                            |               |                                                   |
| Lojzova Paseka                     | 1950–1960     | vodní nádrž Lipno                                 |
| Lomek                              |               | VVP Boletice                                      |
| Lopatné                            | po 1945       | vysídlení Němců                                   |
| Loutka                             |               | VVP Boletice                                      |
| Lověšice                           |               |                                                   |
| Lověšické Rovné                    |               |                                                   |
| Lštín                              |               | VVP Boletice                                      |
| Lštín                              | po 1945       | vysídlení Němců                                   |
| Ludvické Hory                      | po 1945       | vysídlení Němců                                   |
| Lugmüler                           |               | hraniční pásmo                                    |
| Lužní závod                        | 1950–1960     | vodní nádrž Lipno                                 |
| Machnatec                          |               |                                                   |
| Machovice                          | 1973          | vysídlení Němců a úřední zrušení                  |
| Malá Strašeň                       |               |                                                   |
| Malý Chuchelec                     |               |                                                   |
| Malý Jindřichov                    | 1950–1960     |                                                   |
| Maňava                             | 1945–1950     | vysídlení Němců                                   |
| Maňávka                            | kolem r. 1970 | VVP Boletice                                      |
| Markov                             | 1945–1950     | vysídlení Němců                                   |
| Martínkov                          | po 1945       | hraniční pásmo                                    |
| Metlický Dvůr                      |               |                                                   |
| Metlín                             |               |                                                   |
| Mikoly                             |               |                                                   |
| Mikulov                            | 1956          | hraniční pásmo                                    |
| Milíkov                            |               |                                                   |
| Míšňany                            |               | VVP Boletice                                      |
| Mittel Zeughütten                  |               | hraniční pásmo                                    |
| Mladoňov (Dolní Dvořiště)          |               |                                                   |
| Mladoňov (vojenský újezd Boletice) |               | VVP Boletice                                      |
| Mlýnec                             | po 1952       | Pohraniční stráž                                  |
| Mlýnská                            | 1951          | hraniční pásmo                                    |
| Mnichovice                         | 1960          | hraniční pásmo                                    |
| Morašov                            | 1950–1960     | vysídlení Němců                                   |
| Moravice                           | po 1945       | vysídlení Němců                                   |
| Muckenschlag                       | 1950–1960     | hraniční pásmo                                    |
| Multerberg                         | po 1945       | vysídlení Němců                                   |
| Multerberské Chalupy               | 1950–1960     | hraniční pásmo                                    |
| Murov                              |               | hraniční pásmo                                    |
| Mýtinka                            | po 1945       | vysídlení Němců                                   |
| Na Rejtě                           | 1950–1960     | vysídlení Němců                                   |
| Náhlov                             | po 1945       | vysídlení Němců                                   |
| Nahořany                           | po 1945       | vysídlení Němců                                   |
| Nebřehov                           | po 1945       | vysídlení Němců                                   |
| Neubauer                           |               |                                                   |
| Nová Lhota                         | po 1945       | vysídlení Němců                                   |
| Nová Víska                         |               | VVP Boletice                                      |
| Nové Domky                         | 1950–1960     | vodní nádrž Lipno                                 |
| Nový Hamr                          |               |                                                   |
| Nový Špičák                        |               | VVP Boletice                                      |
| Obec                               |               |                                                   |
| Ondřejov                           |               | VVP Boletice                                      |
| Osek                               | po 1945       | vysídlení Němců                                   |
| Osí                                |               | VVP Boletice                                      |
| Otice                              |               | VVP Boletice                                      |
| Otov                               | po 1955       | hraniční pásmo                                    |
| Pabst                              |               | hraniční pásmo                                    |
| Panhäusl                           |               | VVP Boletice                                      |
| Pasečná                            | 1950–1960     | hraniční pásmo                                    |
| Pasovary                           |               |                                                   |
| Pavlína                            |               | hraniční pásmo                                    |
| Pernek (Horní Planá)               | 1931          | požár                                             |
| Pernek (Přední Výtoň)              | po 1955       | hraniční pásmo                                    |
| Pestřice                           |               | hraniční pásmo                                    |
| Petr                               |               |                                                   |
| Petřejov                           | po 1945       | vysídlení Němců                                   |
| Petrov                             | 1964          |                                                   |
| Pihlov                             | po 1945       | vysídlení Němců                                   |
| Pivonice                           | po 1945       | vysídlení Němců                                   |
| Plíškov                            |               |                                                   |
| Podolí (Bohdalovice)               |               |                                                   |
| Podolí (Omlenice)                  |               |                                                   |
| Podvoří                            |               | VVP Boletice                                      |
| Pohoří na Šumavě                   | po 1945       | hraniční pásmo                                    |
| Polečnice (Polná na Šumavě)        |               | VVP Boletice                                      |
| Polná                              |               | VVP Boletice                                      |
| Polžov                             | 1950–1960     | hraniční pásmo                                    |
| Pošlák                             | 1960          | přestěhování obyvatel do Vyššího Brodu a Loučovic |
| Poustevna                          |               |                                                   |
| Pozděraz                           |               |                                                   |
| Prakéř                             |               | VVP Boletice                                      |
| Pramhof                            |               |                                                   |
| Prámské Dvory                      | 1950–1960     | vodní nádrž Lipno                                 |
| Pražačka                           |               | VVP Boletice                                      |
| Přední Kruhová                     |               |                                                   |
| Přední Zvonková                    |               | vysídlení Němců                                   |
| Přibyslav                          | po 1945       | vysídlení Němců                                   |
| Přibyslavov                        | po 1945       | hraniční pásmo                                    |
| Provodice                          |               |                                                   |
| Pšenice                            | 1945–1950     | vysídlení Němců                                   |
| Račín (Horní Planá)                |               | hraniční pásmo                                    |
| Račín (Starý Špičák)               |               | VVP Boletice                                      |
| Radslav                            | po 1945       | vysídlení Němců                                   |
| Radvanov                           | po 1945       | vysídlení Němců                                   |
| Rapotice                           | 1950–1960     | vysídlení Němců                                   |
| Reitbauer (Jenín)                  |               | hraniční pásmo                                    |
| Reitbauer (Mladoňov)               |               |                                                   |
| Reitmürtel                         |               | hraniční pásmo                                    |
| Rejtský Sedlák                     |               |                                                   |
| Rojov                              |               |                                                   |
| Rožnov (Přední Výtoň)              | 1950–1960     | hraniční pásmo                                    |
| Rožnov (Kaplice)                   |               |                                                   |
| Rusterhäuser                       |               |                                                   |
| Růžový Vrch                        |               | hraniční pásmo                                    |
| Rybáře                             |               |                                                   |
| Rybářské Domky                     | 1950–1960     | vodní nádrž Lipno                                 |
| Rychnůvek                          | 1959          | hraniční pásmo                                    |
| Sádlno                             |               | VVP Boletice                                      |
| Sedlíkov                           | po 1945       | vysídlení Němců                                   |
| Sejfy                              |               |                                                   |
| Skalná                             |               |                                                   |
| Skelná Huť                         |               | VVP Boletice                                      |
| Skláře                             | po 1945       | vysídlení Němců                                   |
| Skleněné Hutě                      |               | hraniční pásmo                                    |
| Skubice                            |               |                                                   |
| Skupečné                           | po 1945       | vysídlení Němců                                   |
| Slavkovice                         | 1950–1960     | hraniční pásmo                                    |
| Sosnice                            | 1960–1970     |                                                   |
| Staré Hutě                         |               | VVP Boletice                                      |
| Starý Holand                       | po 1945       | vysídlení Němců                                   |
| Starý Špičák                       |               | VVP Boletice                                      |
| Stěžerov                           |               |                                                   |
| Stodůlecký Vrch                    | 1950–1960     | hraniční pásmo                                    |
| Střelcův Dvůr                      |               |                                                   |
| Střemily                           |               | VVP Boletice                                      |
| Stříbrné Hutě                      | po 1945       | hraniční pásmo                                    |
| Strouha                            |               |                                                   |
| Strouhy                            | 1945–1950     | VVP Boletice                                      |
| Studené                            |               |                                                   |
| Svatý Michal                       |               | VVP Boletice                                      |
| Svánkov                            | po 1945       | vysídlení Němců                                   |
| Svatomírov                         | po 1945       | hraniční pásmo                                    |
| Svatonina Lhota                    |               |                                                   |
| Svatý Tomáš                        | 1956–1958     | hraniční pásmo                                    |
| Svíba                              |               | VVP Boletice                                      |
| Svinihlavy                         |               |                                                   |
| Svitanov                           |               | vysídlení Němců                                   |
| Šafléřov                           |               |                                                   |
| Šance                              |               | hraniční pásmo                                    |
| Šavlova Lhota                      |               | VVP Boletice                                      |
| Štědrkov                           | 1960–1970     | vysídlení Němců                                   |
| Tatry                              | 1960          | vysídlení Němců                                   |
| Těchlov                            |               |                                                   |
| Těchoraz                           |               |                                                   |
| Terčí Huť                          | po 1945       | hraniční pásmo                                    |
| Tisovka                            | kolem 1960    | vysídlení Němců                                   |
| Třebíčko                           | po 1945       | vysídlení Němců                                   |
| Třebovice                          | 1970–1980     | VVP Boletice                                      |
| Třešňovice                         |               |                                                   |
| Uhlíkov                            |               | VVP Boletice                                      |
| Uhliště                            |               |                                                   |
| Vadkov                             | 1960          |                                                   |
| Valdov                             |               | hraniční pásmo                                    |
| Valkounov                          |               |                                                   |
| Ve Farském lese                    |               | VVP Boletice                                      |
| Velence                            |               |                                                   |
| Velenov                            |               |                                                   |
| Velislavice                        | po 1945       | vysídlení Němců                                   |
| Velíška                            | 1960–1970     | vysídlení Němců                                   |
| Velké Strážné                      | po 1945       | vysídlení Němců                                   |
| Velký Chuchelec                    |               |                                                   |
| Velký Jindřichov                   | 2003          | úředně zrušen                                     |
| Věrtele                            | po 1945       | vysídlení Němců                                   |
| Veselí                             |               | VVP Boletice                                      |
| Vitěšovice                         | 1946          | VVP Boletice                                      |
| Vitěšovičtí Uhlíři                 |               | VVP Boletice                                      |
| Vlčí Jámy                          |               | VVP Boletice                                      |
| Vojslavy                           | po 1945       | vysídlení Němců                                   |
| Vojtín                             | po roce 1950  |                                                   |
| Vracov                             | po 1945       | vysídlení Němců                                   |
| Vraní domy                         |               | hraniční pásmo                                    |
| Vražice                            |               | VVP Boletice                                      |
| Všeměřice                          | po 1945       | vysídlení Němců                                   |
| Všeměry                            | po 1945       | vysídlení Němců                                   |
| Všímary                            |               |                                                   |
| Vysoká                             | 1952–1960     | vysídlení Němců                                   |
| Waldbauer                          |               |                                                   |
| Zábraní                            | po roce 1950  |                                                   |
| Zadní Bor                          |               | VVP Boletice                                      |
| Zadní Kruhová                      |               |                                                   |
| Zadní Výtoň                        | 1958          | vodní nádrž Lipno                                 |
| Zadní Zvonková                     |               | hraniční pásmo                                    |
| Záhliní                            | po 1945       | vysídlení Němců                                   |
| Záhoří                             | po 1945       | vysídlení Němců                                   |
| Záhorkov                           |               |                                                   |
| Zahrádka                           | po 1945       | vysídlení Němců                                   |
| Zátes                              |               |                                                   |
| Závratná                           | po 1950       | vysídlení Němců                                   |
| Zbraslav (Dolní Dvořiště)          | po 1945       | hraniční pásmo                                    |
| Zelená Hora                        |               | VVP Boletice                                      |
| Zlatá                              |               | VVP Boletice                                      |
| Zlatá Ktiš                         | po 1945       | vysídlení Němců                                   |
| Zmrzlice                           |               |                                                   |
| Zrcadlová Huť                      | 1945–1950     | vysídlení Němců                                   |
| Žestov                             | po 1950       | vysídlení Němců                                   |
| Žibřidov                           | po 1945       | vysídlení Němců                                   |
| Žlábek                             | po 1945       | vysídlení Němců                                   |
| Žofín                              | 1980          | hraniční pásmo a Pohraniční stráž                 |
| Žumberk                            | po 1945       | vysídlení Němců                                   |

### Okres Jindřichův Hradec
| Obec                  | Doba zániku | Důvod zániku                     |
| --------------------- | ----------- | -------------------------------- |
| Arnolec               |             | hraniční pásmo                   |
| Brandhäusler          |             | hraniční pásmo                   |
| David                 | 1945–1950   | vysídlení Němců                  |
| Dětříš                | 1953        | hraniční pásmo                   |
| Domky Mariánské       | po 1945     | hraniční pásmo                   |
| Domky Marinkovy       | po 1945     | vysídlení Němců                  |
| Filipov               | 1945–1950   | hraniční pásmo                   |
| Hajnice v Zadním lese | 1950–1960   | hraniční pásmo                   |
| Hamry                 | po 1945     | hraniční pásmo                   |
| Holinkova Jednota     |             |                                  |
| Kebharec              | po 1945     | vysídlení Němců                  |
| Košlák                | 1953        | hraniční pásmo                   |
| Košťálkov             | 1953        | hraniční pásmo                   |
| Krabonoš              | 1954        | hraniční pásmo                   |
| Kuní                  |             | hraniční pásmo                   |
| Kunšach               | 1950–1960   | hraniční pásmo                   |
| Lesní chalupy         | 1945–1950   | vysídlení Němců                  |
| Leštnice              | 1950–1960   | hraniční pásmo                   |
| Lužánky               | 1945–1950   | hraniční pásmo                   |
| Maring Jakob          | po 1945     | hraniční pásmo                   |
| Maříž                 | po 1945     | hraniční pásmo                   |
| Miruše                | 1950–1960   | pískovna Vlkov II                |
| Mnich                 | 1952        | hraniční pásmo                   |
| Návary                | po 1945     | hraniční pásmo                   |
| Nová Ves u Klikova    | 1953        | hraniční pásmo                   |
| Obora                 | po 1945     | hraniční pásmo                   |
| Pernárec              | 1953        | hraniční pásmo, Pohraniční stráž |
| Pfaffenschlag         | 1423        | husitské války                   |
| Pohodnice             | 1950–1960   | vysídlení Němců                  |
| Pomezí                |             |                                  |
| Poweber               | 1945–1950   | vysídlení Němců                  |
| Pranšláky             | 1945–1950   | vysídlení Němců                  |
| Rajchéřov             | po 1945     | hraniční pásmo                   |
| Reissner              |             | hraniční pásmo                   |
| Romava                | 1953        | hraniční pásmo                   |
| Rybné                 | po 1945     | hraniční pásmo                   |
| Staré Hutě u Veclova  |             | hraniční pásmo                   |
| Vitíněves             |             |                                  |
| Waldwenzel            | 1945–1950   | vysídlení Němců                  |

### Okres Písek
| Obec                | Doba zániku | Důvod zániku      |
| ------------------- | ----------- | ----------------- |
| Cukava              | 1950–1960   | vodní nádrž Orlík |
| Černý vír           | 1957–1962   | vodní nádrž Orlík |
| Červená nad Vltavou | 1950–1960   | vodní nádrž Orlík |
| Dolní Lipovsko      | 1950–1960   | vodní nádrž Orlík |
| Harec               | 1950–1960   | vodní nádrž Orlík |
| Jelec               | 1957–1962   | vodní nádrž Orlík |
| Jílovec             | 1950–1960   | vodní nádrž Orlík |
| Jistec              | 1950–1960   | vodní nádrž Orlík |
| Kostelecké Břehy    | 1950–1960   | vodní nádrž Orlík |
| Křešina             | 1950–1960   | vodní nádrž Orlík |
| Kučeravý            | 1957–1962   | vodní nádrž Orlík |
| Letoštice           | 1950–1960   | vodní nádrž Orlík |
| Luh                 | 1950–1960   | vodní nádrž Orlík |
| Mošovice            | 1957–1962   | vodní nádrž Orlík |
| Orlické Zlakovice   | 1950–1960   | vodní nádrž Orlík |
| Palčice             | 16. století |                   |
| Podolsko            | 1950–1960   | vodní nádrž Orlík |
| Podskalí            | 1950–1960   | vodní nádrž Orlík |
| Radava              | 1950–1960   | vodní nádrž Orlík |
| Saník               | 1950–1960   | vodní nádrž Orlík |
| Slavík              | 1950–1960   | vodní nádrž Orlík |
| Sobědražské Břehy   | 1950–1960   | vodní nádrž Orlík |
| Solnice             | 1957–1962   | vodní nádrž Orlík |
| Svatá Anna          | 1950–1960   | vodní nádrž Orlík |
| Šimek               | 1950–1960   | vodní nádrž Orlík |
| Velký Vír           | 1950–1960   | vodní nádrž Orlík |
| Žďákov u Chrástu    | 1950–1960   | vodní nádrž Orlík |

### Okres Prachatice
| Obec              | Doba zániku | Důvod zániku    |
| ----------------- | ----------- | --------------- |
| Albrechtovice     | po 1945     | vysídlení Němců |
| Arnoštka          | po 1945     | vysídlení Němců |
| Arnoštov          |             |                 |
| Babůrek           |             |                 |
| Baier             |             |                 |
| Bergjoisl         |             |                 |
| Bergtoni          | 1945–1950   |                 |
| Blažejovice       |             |                 |
| Böhmjörgel        | po 1945     | vysídlení Němců |
| Březová Lada      | po 1945     | vysídlení Němců |
| Brod              | po 1945     | vysídlení Němců |
| Bučina            | 1956        | hraniční pásmo  |
| Cudrovice         | 1956        | vysídlení Němců |
| Černá Lada        |             |                 |
| Dolní Cazov       | 1951–1955   | hraniční pásmo  |
| Dolní Sněžná      |             |                 |
| Dolní Světlé Hory |             | hraniční pásmo  |
| Havránka          |             |                 |
| Horní Cazov       |             | hraniční pásmo  |
| Horní Sněžná      |             |                 |
| Horní Světlé Hory |             | hraniční pásmo  |
| Hrabická Lada     |             |                 |
| Huť pod Boubínem  |             |                 |
| Huťský Dvůr       |             |                 |
| Jodlovy Chalupy   |             |                 |
| Kamenná Hlava     |             | hraniční pásmo  |
| Knížecí Pláně     | 1956        | hraniční pásmo  |
| Krásná Hora       |             | hraniční pásmo  |
| Křížovice         |             |                 |
| Ktiška            |             |                 |
| Mackova Lhota     |             |                 |
| Milov             |             |                 |
| Mlaka             |             |                 |
| Můstek            |             |                 |
| Nová Polka        |             |                 |
| Nové Chalupy      |             |                 |
| Nové Údolí        | 1948–1950   | hraniční pásmo  |
| Ostrá Hora        |             |                 |
| Ovesná            |             |                 |
| Pláně             |             |                 |
| Planská           |             |                 |
| Pokovy Hutě       |             |                 |
| Polka             |             |                 |
| Pravětínská Lada  |             |                 |
| Putín             |             |                 |
| Rovence           |             |                 |
| Sádlno            |             |                 |
| Samoty            |             |                 |
| Seníky            |             |                 |
| Silnice           |             |                 |
| Slatina           |             |                 |
| Spálenec          |             |                 |
| Stará Huť         |             |                 |
| Staré Hutě        |             |                 |
| Stodůlky          |             |                 |
| Šerava            |             |                 |
| Vltava            |             |                 |
| Vyšný             |             |                 |
| Zahrádky          |             |                 |
| Žlíbky            |             |                 |

## Plzeňský kraj

### Okres Domažlice
| Obec                         | Doba zániku  | Důvod zániku    |
| ---------------------------- | ------------ | --------------- |
| Bedřichov                    | po 1945      | vysídlení Němců |
| Bernštejn                    | 1950–1960    | hraniční pásmo  |
| Bystřice                     | 1950–1960    | hraniční pásmo  |
| Capartice                    | 1950–1960    | hraniční pásmo  |
| Cihlářské Domky              | 1959         |                 |
| Černá Řeka                   | 1950–1960    | hraniční pásmo  |
| Černořecká Huť               | 1950–1960    | hraniční pásmo  |
| Dietlův Dvůr                 | 1950–1960    | hraniční pásmo  |
| Dolní Huť                    | 1950–1960    | hraniční pásmo  |
| Draha                        | 1950–1960    | hraniční pásmo  |
| Eisendorfská Huť             | 1950–1960    | hraniční pásmo  |
| Frančina Huť                 | 1950–1960    | hraniční pásmo  |
| Hansadl                      | 1950–1960    | hraniční pásmo  |
| Herštejnské Chalupy          | 1950–1960    | hraniční pásmo  |
| Hleďsebe                     | po 1945      | vysídlení Němců |
| Hlinišťata                   |              |                 |
| Horka                        | 1951         | vysídlení Němců |
| Horní Huť                    | 1950–1960    | hraniční pásmo  |
| Hraničná                     | 1950–1960    | hraniční pásmo  |
| Chalupy                      |              | hraniční pásmo  |
| Chřebřany                    | po 1945      | vysídlení Němců |
| Jánská Huť                   | 1950–1960    | hraniční pásmo  |
| Jindřichova Hora             | 1950–1960    | hraniční pásmo  |
| Karlova Huť                  | 1950–1960    | hraniční pásmo  |
| Kněžská                      | po 1945      | vysídlení Němců |
| Korytany                     | 1945–1950    | vysídlení Němců |
| Kosteliště                   | po 1945      | vysídlení Němců |
| Křížová Huť                  | po 1945      | vysídlení Němců |
| Kubička                      | 1950–1960    | hraniční pásmo  |
| Lísková                      | 1950–1960    | hraniční pásmo  |
| Lískovec (Lučina)            | 1950–1960    | hraniční pásmo  |
| Lískovec (Bělá nad Radbuzou) | po 1945      | vysídlení Němců |
| Liščí domky                  |              |                 |
| Liščí Hora                   | po 1945      | vysídlení Němců |
| Lučina                       | 1950–1960    | hraniční pásmo  |
| Malý Horšín                  | 1950–1960    | hraniční pásmo  |
| Malý Myslív                  | 1945–1950    | hraniční pásmo  |
| Martini                      |              | hraniční pásmo  |
| Mladé Korytany               | 1950–1960    | hraniční pásmo  |
| Mlynářka                     | 1950–1960    | hraniční pásmo  |
| Modl                         | 1945–1950    | hraniční pásmo  |
| Mostek                       | 1950–1960    | hraniční pásmo  |
| Myslív                       | 1950–1960    | hraniční pásmo  |
| Mýtnice (Nemanice)           | 1950–1960    | hraniční pásmo  |
| Na Drahách (Spálenec)        |              | hraniční pásmo  |
| Na Drahách (Všeruby)         |              | hraniční pásmo  |
| Na Lesní louce               | 1945–1950    | hraniční pásmo  |
| Na Samotě                    | 1945–1950    | hraniční pásmo  |
| Nemanice                     | po 1945      | hraniční pásmo  |
| Nemaničky                    | po 1945      | hraniční pásmo  |
| Novosedly (Nemanice)         | 1950–1960    | hraniční pásmo  |
| Novosedly (Rybník)           | 1950–1960    | hraniční pásmo  |
| Nuzarov                      | 1950–1960    | hraniční pásmo  |
| Ovčí Vrch                    | 1945–1950    | hraniční pásmo  |
| Pila                         | 1950–1960    | hraniční pásmo  |
| Pláně                        | po 1945      | hraniční pásmo  |
| Pleš                         | 1950–1960    | hraniční pásmo  |
| Podhora                      |              |                 |
| Pohodnice                    |              |                 |
| Pomezí                       | po 1945      | vysídlení Němců |
| Pozorka                      | 1945–1950    | hraniční pásmo  |
| Rabov                        | po 1945      | hraniční pásmo  |
| Ruštejn                      | 1950–1960    | hraniční pásmo  |
| Růžov                        | po 1945      | vysídlení Němců |
| Sezemín                      | po 1945      | vysídlení Němců |
| Skláře                       | po 1945      | vysídlení Němců |
| Slatiny                      | po roce 1945 | vysídlení Němců |
| Spáleneček                   |              |                 |
| Sruby                        | 1950–1960    | hraniční pásmo  |
| Stará Huť                    | 1950–1960    | hraniční pásmo  |
| Stříbrné domky               |              |                 |
| Studánky                     | 1966         | větrná smršť    |
| Svatá Anna                   | 1945–1950    | hraniční pásmo  |
| Šnory                        | po 1945      | vysídlení Němců |
| Štráská Huť                  | po 1945      | hraniční pásmo  |
| Švarcava (Rybník)            | 1950–1960    | hraniční pásmo  |
| Švarcava (Všeruby)           | 1945–1950    | hraniční pásmo  |
| Tavírna                      |              |                 |
| Úpor                         | 1950–1960    | hraniční pásmo  |
| Václav                       | 1945-1950    | hraniční pásmo  |
| Valdorf (Bělá nad Radbuzou)  | 1945-1950    | hraniční pásmo  |
| Velký Horšín                 | po roce 1960 | vysídlení       |

### Okres Klatovy
| Obec                       | Doba zániku           | Důvod zániku               |
| -------------------------- | --------------------- | -------------------------- |
| Červené Dřevo              | po roce 1950          | vysídlení a hraniční pásmo |
| Dobrá Voda                 | po roce 1950          | VVP Dobrá Voda             |
| Hůrka                      | 1950–1960             | VVP Dobrá Voda             |
| Prostřední Paště           | po roce 1950          | VVP Dobrá Voda             |
| Přední Paště               | po roce 1950          | VVP Dobrá Voda             |
| Stodůlky (Prášily)         | po roce 1950          | VVP Dobrá Voda             |
| Zadní Chalupy              | po roce 1945          | vysídlení                  |
| Zadní Paště                | po roce 1950          | VVP Dobrá Voda             |
| Zhůří (Čachrov)            | po roce 1950          | VVP Dobrá Voda             |
| Ždánov (Nezdice na Šumavě) | postupně po roce 1945 | vysídlení                  |

### Okres Plzeň-jih
| Obec  | Doba zániku | Důvod zániku |
| ----- | ----------- | ------------ |
| Sulov | 15. století |              |

### Okres Plzeň-město
| Obec      | Doba zániku | Důvod zániku                                    |
| --------- | ----------- | ----------------------------------------------- |
| Rychtářka | 1981        | modernizace Plzně                               |
| Skvrňany  | 1960–1970   | bombardování Plzně a následná modernizace Plzně |

### Okres Plzeň-sever
| Obec                | Doba zániku | Důvod zániku            |
| ------------------- | ----------- | ----------------------- |
| Balková             | 1945–1950   | vysídlení Němců         |
| Březsko             |             | třicetiletá válka       |
| Býkov               |             |                         |
| Čečín               | 1542–1544   |                         |
| Dlouhá Louka        |             |                         |
| Dolany (Pňovany)    | 1962        | vodní nádrž Hracholusky |
| Dubjany             |             | třicetiletá válka       |
| Gerclín             | po 1945     | vysídlení Němců         |
| Holčíkovy chalupy   | po 1945     | vysídlení Němců         |
| Hubenov             |             |                         |
| Kalec               |             | třicetiletá válka       |
| Lomany              |             | husitské války          |
| Novomlýnské chalupy | po 1945     | vysídlení Němců         |
| Nučice              | 1467        | vojenské tažení         |
| Olšany              |             | husitské války          |
| Ovčí Hora           | po 1945     | vysídlení Němců         |
| Ozřany              |             | husitské války          |
| Ptyč                |             | husitské války          |
| Račín               | po 1945     | vysídlení Němců         |
| Sechutice           |             | husitské války          |
| Sonnenberg          |             |                         |
| Šebíkov             | před 1558   |                         |
| Těchoděly           | 1964        | vodní nádrž Hracholusky |
| Třebokov            | 16. století |                         |
| Třemošnice          | před 1558   |                         |
| Újezd u Kaznějova   | před 1558   |                         |
| Újezd u Kralovic    | 1613        |                         |
| Umíř                | po 1945     | vysídlení Němců         |
| Velká Černá Hať     |             |                         |
| Vranov              |             | husitské války          |
| Žernovník           | po 1945     | vysídlení Němců         |

### Okres Rokycany
| Obec     | Doba zániku | Důvod zániku   |
| -------- | ----------- | -------------- |
| Chylice  |             | husitské války |
| Kokotsko |             |                |
| Řebřík   |             |                |

### Okres Tachov
| Obec            | Doba zániku  | Důvod zániku       |
| --------------- | ------------ | ------------------ |
| Bažantov        | po roce 1960 | vysídlení          |
| Caltov          | po roce 1945 | odsun Němců        |
| Frauentál       | po roce 1945 | odsun Němců        |
| Horní Víska     | po roce 1945 | odsun Němců        |
| Hraničky        | 1950         | hraniční pásmo     |
| Jalový Dvůr     | 1950–1960    | hraniční pásmo     |
| Jedlina         | 1974         | hraniční pásmo     |
| Karolinenhof    |              |                    |
| Krajt           |              |                    |
| Lučina          | 1970–1975    | vodní nádrž Lučina |
| Pavlova Huť     | 1950–1960    | hraniční pásmo     |
| Pavlův Studenec | po roce 1945 | odsun Němců        |
| Pořejov         | po roce 1945 | odsun Němců        |
| Radlovice       |              |                    |
| Svatá Apolena   |              |                    |
| Svatý Jan       |              |                    |
| Výškovice       | 1974         | vysídlení          |
| Zahájí          | po roce 1945 | hraniční pásmo     |

## Karlovarský kraj

### Okres Cheb
| Obec              | Doba zániku                                         | Důvod zániku                                                 |
| ----------------- | --------------------------------------------------- | ------------------------------------------------------------ |
| Boden             | 1953                                                | hraniční pásmo                                               |
| Bor               | 1980                                                | postupně vysídleno                                           |
| Cech svatého Víta | 1950                                                | vojenské cvičiště                                            |
| Císařský Hamr     | 1950                                                | hraniční pásmo                                               |
| Děvín             | 1980                                                | postupné vysídlení                                           |
| Dobrošov          | 1973                                                | hraniční pásmo                                               |
| Dolnice           | 1980                                                | postupně vysídleno                                           |
| Doubrava          | 1973                                                | postupně vysídleno                                           |
| Dubina            | 1950                                                | hraniční pásmo                                               |
| Dvoreček          | 1980                                                | postupně vysídleno                                           |
| Háj (Stará Voda)  | 1950                                                | hraniční pásmo                                               |
| Horní Hraničná    | 1950                                                | hraniční pásmo                                               |
| Horní Paseky      | 1950                                                | hraniční pásmo                                               |
| Horní Pelhřimov   | 1950                                                | hraniční pásmo                                               |
| Jedličná          | 1960                                                | postupně vysídleno                                           |
| Jesenice          | 1950–1960                                           | vodní nádrž Jesenice                                         |
| Krásná Lípa       | 1951                                                | hraniční pásmo                                               |
| Mechová           | 1973                                                | postupné vysídlení v souvislosti se stavbou jesenické nádrže |
| Mostek            | 1973                                                | postupné vysídlení                                           |
| Nové Mohelno      | 1945–1950                                           | hraniční pásmo                                               |
| Oldřichov         | 50. léta 20. století                                | hraniční pásmo                                               |
| Oldřišská         | před rokem 1980                                     | postupné vysídlení                                           |
| Otov              | 1945–1950                                           | postupné vysídlení                                           |
| Pomezná           | 1950                                                | hraniční pásmo                                               |
| Rathsam           | 1949                                                | hraniční pásmo                                               |
| Rybáře            | 1950                                                | hraniční pásmo                                               |
| Smrčí             | 1973                                                | postupné vysídlení                                           |
| Slatina           | 1950–1951                                           | hraniční pásmo                                               |
| Starost           | 1980                                                | postupné vysídlení                                           |
| Suchá             | 1973                                                | těžba kaolínu a keramických jílů                             |
| Svatý Kříž        | 1948                                                | hraniční pásmo                                               |
| Svatý Vojtěch     | 1950                                                | vybudování minometné střelnice                               |
| Svažec            | 1973                                                | postupné vysídlení                                           |
| Štítary           | po 1945                                             | hraniční pásmo                                               |
| Újezd             | 1953                                                | hraniční pásmo                                               |
| Úval (Milíkov)    | 1980                                                | postupně vysídleno                                           |
| Vysočany          | 50. léta 20. století; v říjnu 2018 opětovné zřízení | postupně vysídleno                                           |
| Výspa             | 1980                                                | postupně vysídleno                                           |
| Wies              | 50. léta 20. století                                | hraniční pásmo                                               |
| Žírnice           | 1970                                                | postupně vysídleno                                           |

### Okres Karlovy Vary
| Obec                  | Doba zániku          | Důvod zániku                       |
| --------------------- | -------------------- | ---------------------------------- |
| Albeřice              | 1953                 | VVP Hradiště                       |
| Arnoldov              | po 1945              | vysídlení Němců                    |
| Bludná                | po 1945              | vysídlení Němců                    |
| Borek                 | po 1946              | vysídlení Němců                    |
| Bražec                | 1953                 | VVP Hradiště                       |
| Březina               | 1953                 | VVP Hradiště                       |
| Činov                 | 1953                 | VVP Hradiště                       |
| Dlouhá                | 1953                 | VVP Hradiště                       |
| Dlouhý Luh            | 1954                 | VVP Hradiště                       |
| Dolánky               | 1960–1970            | vodní nádrž Žlutice                |
| Dolní Lomnice         | 1953                 | VVP Hradiště                       |
| Domy Tellerovy        | 1945                 | vysídlení Němců                    |
| Donín                 | 1950                 | VVP Hradiště                       |
| Doupov                | 1955                 | VVP Hradiště                       |
| Doupovské Mezilesí    | po 1950              | VVP Hradiště                       |
| Dunkelsberg           | 1945–1953            | VVP Hradiště                       |
| Dřevohryzy            | po 1945              | vysídlení Němců                    |
| Eliáš                 | 1950–1960            | těžba uranu                        |
| Egertl                | po 1945              | vysídlení Němců                    |
| Háje                  | po 1945              | vysídlení Němců                    |
| Hanušov               | po 1945              | vysídlení Němců                    |
| Hauensteiner          | po 1950              | VVP Hradiště                       |
| Heřmanov              | 1953                 | VVP Hradiště                       |
| Hluboká               | 1953                 | VVP Hradiště                       |
| Hohe Winkel           | po 1945              | vysídlení Němců                    |
| Holetice              | 1953                 | VVP Hradiště                       |
| Hora                  | 1953                 | VVP Hradiště                       |
| Horní Lomnice         | 1953                 | VVP Hradiště                       |
| Hradiště              | 1953                 | VVP Hradiště                       |
| Hrzín                 | 1953                 | VVP Hradiště                       |
| Hřebečná              |                      | VVP Hradiště                       |
| Hřivínov              |                      | VVP Hradiště                       |
| Humnice               | 1953                 | VVP Hradiště                       |
| Hůrka                 | 1954                 | VVP Hradiště                       |
| Javorná               | 1953                 | VVP Hradiště                       |
| Jelení                | po 1945              | vysídlení Němců                    |
| Jeseň                 | 1953                 | VVP Hradiště                       |
| Jindřichov            | 1954                 | VVP Hradiště                       |
| Jírov                 | 1953                 | VVP Hradiště                       |
| Kaff                  | po 1945              | vysídlení Němců                    |
| Klínovec              | po 1945              | vysídlení Němců                    |
| Kopáčov               | 1950–1960            | VVP Hradiště                       |
| Kopeček               | po 1945              | vysídlení Němců                    |
| Kostelní Hůrka        | 1952                 | VVP Hradiště                       |
| Kottershof            | 1950–1960            | VVP Hradiště                       |
| Kozlov                | 1953                 | VVP Hradiště                       |
| Léno                  | po 1945              | vysídlení Němců                    |
| Lesík                 | po 1945              | vysídlení Němců                    |
| Lipoltov              | 1953                 | VVP Hradiště                       |
| Litoltov              | 1953                 | VVP Hradiště                       |
| Lochotín              | 1950–1960            | VVP Hradiště                       |
| Lučiny                | 1950–1960            | VVP Hradiště                       |
| Luhy                  | po 1945              | vysídlení Němců                    |
| Malá Lesná            | 1954                 | VVP Hradiště                       |
| Maleš                 | 1954                 | VVP Hradiště                       |
| Malý Hlavákov         | 1950–1960            | VVP Hradiště                       |
| Martice               | 1974                 | vysídlení Němců                    |
| Martinov              | 1953                 | VVP Hradiště                       |
| Mělník                | 1953                 | VVP Hradiště                       |
| Mětikalov             | 1953                 | VVP Hradiště                       |
| Mlyňany               | 1960–1970            | vodní nádrž Žlutice                |
| Mlýnská               | 1950–1960            | VVP Hradiště                       |
| Modesgrund            |                      |                                    |
| Mrlina                | po 1945              | vysídlení Němců                    |
| Myslivny              | po 1945              | vysídlení Němců                    |
| Nové Šnaky            |                      |                                    |
| Nový Dvůr (u Bochova) | 1950–1960            | vysídlení                          |
| Nový Dvůr (u Žďáru)   | 1950–1960            | VVP Hradiště                       |
| Oleška                | 1953                 | VVP Hradiště                       |
| Ostré                 | 1954                 | VVP Hradiště                       |
| Pastviny (u Kadaně)   | 1954                 | VVP Hradiště                       |
| Pastviny (u Zakšova)  | 1954                 | VVP Hradiště                       |
| Plavno                | 50. léta 20. století | postupně vysídleno po odsunu Němců |
| Pěčkovice             | 50. léta 20. století | postupně vysídleno po odsunu Němců |
| Petrov                | 1953                 | VVP Hradiště                       |
| Pila                  | 50. léta 20. století | postupně vysídleno po odsunu Němců |
| Pískovec              | 50. léta 20. století | postupně vysídleno po odsunu Němců |
| Plešivec              | 50. léta 20. století | postupně vysídleno po odsunu Němců |
| Podlesí               | 1950–1960            | vysídlení                          |
| Popov                 | 1950                 | odsun                              |
| Prachomety            | 1953                 | VVP Hradiště                       |
| Radnice               |                      | VVP Hradiště                       |
| Radošov               | 1953                 | VVP Hradiště                       |
| Ratiboř               | 1954                 | VVP Hradiště                       |
| Růžová                | 1954                 | VVP Hradiště                       |
| Řednice               | 1953                 | VVP Hradiště                       |
| Skoky                 | 1960–1970            | vodní nádrž Žlutice                |
| Smolné Pece           | 1950                 | postupně vysídleno po odsunu Němců |
| Stará Ves             | 1953                 | VVP Hradiště                       |
| Stichlův Mlýn         | po 1945              | vysídlení Němců a VVP Hradiště     |
| Těš                   | 1953                 | VVP Hradiště                       |
| Tis u Luk             | 1953                 | VVP Hradiště                       |
| Tocov                 | 1953                 | VVP Hradiště                       |
| Trmová                | 1953                 | VVP Hradiště                       |
| Tunkov                | 1953                 | VVP Hradiště                       |
| Valov                 | 1953                 | VVP Hradiště                       |
| Velflík               |                      |                                    |
| Velká Lesná           | 1954                 | VVP Hradiště                       |
| Víska                 | 1953                 | VVP Hradiště                       |
| Vrch                  | 50. léta 20. století | postupně vysídleno po odsunu Němců |
| Vršek                 | 1950–1960            | těžba uranu                        |
| Zakšov                |                      | VVP Hradiště                       |
| Zálesí                |                      | těžba uranu                        |
| Zlatá Hvězda          | 1950–1960            | vysídlení                          |
| Žďár                  | 1954                 | VVP Hradiště                       |
| Žebletín              | 1953                 | VVP Hradiště                       |

### Okres Sokolov
| Obec               | Doba zániku                 | Důvod zániku                                     |
| ------------------ | --------------------------- | ------------------------------------------------ |
| Alberov            | 1976                        | těžba hnědého uhlí                               |
| Břidlová           | 50. léta 20. stol.          | odsun Němců a postupné vysídlení                 |
| Bystřina           | 1946–1954                   | VVP Prameny                                      |
| Čistá              | 1946–1954                   | VVP Prameny                                      |
| Čistá (Svatava)    | počátek 60. let 20. století | těžba uhlí                                       |
| Horní Hluboká      | po roce 1945                | vysídlení                                        |
| Hraničná           | 1948–1955                   | hraniční pásmo                                   |
| Chaloupky          | 1951                        | hraniční pásmo                                   |
| Chlumek            | 1980                        | postupně vysídleno                               |
| Javořina           | po roce 1945                | vysídlení                                        |
| Jehličná           | počátek 80. let 20. století | těžba hnědého uhlí                               |
| Krásná Lípa        | 1946–1954                   | VVP Prameny                                      |
| Křemenitá          | 50. léta 20. stol.          | odsun Němců a postupné vysídlení                 |
| Leopoldovy Hamry   | 1967                        | přehradní nádrž Horka                            |
| Lipnice            | 1980                        | těžba hnědého uhlí                               |
| Lísková            | 50. léta 20. stol.          | těžba hnědého uhlí                               |
| Milešov            | 60. léta 20. století        | těžba uranu                                      |
| Milíře (Rovná)     | 1946–1954                   | VVP Prameny                                      |
| Milíře (Šindelová) | po r. 1945 (1950)           | odsun Němců                                      |
| Nová Ves           | po r. 1945                  | odsun Němců                                      |
| Ostrov             | 1946–1954                   | VVP Prameny                                      |
| Paseka             | 1946–1954                   | VVP Prameny                                      |
| Ptačí              | po roce 1945                | vysídlení                                        |
| Rolava             | 1951                        | hraniční pásmo                                   |
| Smolnice           | 60. léta 20. století        | zasypání skrývkovými (nadložními) jíly lomu Jiří |
| Smrkovec           | 1946–1954                   | VVP Prameny                                      |
| Stará              | po r. 1945 (1950)           | odsun Němců                                      |
| Studánka           | 1946–1954                   | VVP Prameny                                      |
| Třídomí            | 1946–1954                   | VVP Prameny                                      |
| Týmov              | 1946–1954                   | VVP Prameny                                      |
| Vítkov             | 1979                        | těžba hnědého uhlí                               |
| Vranov             | 1946–1954                   | VVP Prameny                                      |
| Žitná              | 1946–1954                   | VVP Prameny                                      |

## Ústecký kraj

### Okres Chomutov
| Obec                   | Doba zániku       | Důvod zániku           |
| ---------------------- | ----------------- | ---------------------- |
| Ahníkov                | 1981              | těžba hnědého uhlí     |
| Baráky                 | 1950–1960         |                        |
| Běšice                 | 1967              | vodní nádrž Nechranice |
| Brančíky               | 1981              | těžba hnědého uhlí     |
| Brany                  | 1981              | těžba hnědého uhlí     |
| Bystřice               | 1980              | těžba hnědého uhlí     |
| Čachovice              | 1977              | těžba hnědého uhlí     |
| Čermníky               | 1961              | vodní nádrž Nechranice |
| Dolany                 | 1967              | vodní nádrž Nechranice |
| Dolina                 | 1979              | vodní nádrž Přísečnice |
| Drahonice              | 1967              | vodní nádrž Nechranice |
| Důlní Domky            |                   |                        |
| Emanuelův Dvůr         | 1979              | postupně vysídleno     |
| Gabrielina Huť         | po r. 1945 (1955) | vysídlení Němců        |
| Gepfertovo pole        | 1970–1980         | výstavba sídliště      |
| Hájovna                | po r. 1945        | vysídlení Němců        |
| Chotěnice              | 1967              | vodní nádrž Nechranice |
| Jilmová                | po r. 1945 (1955) | vysídlení Němců        |
| Kamencovna             |                   |                        |
| Kamenný Lom            | 1970–1980         | výstavba sídliště      |
| Kienhaid               | po r. 1945 (1950) | vysídlení Němců        |
| Königsmühle            | po r. 1945 (1950) | vysídlení Němců        |
| Kotlina                |                   | vodní nádrž Přísečnice |
| Kralupy u Chomutova    | 1976              | těžba hnědého uhlí     |
| Krbice                 | 1983              | těžba hnědého uhlí     |
| Krčma                  | po r. 1945 (1967) | vysídlení Němců        |
| Kundratice             | 1974              | těžba hnědého uhlí     |
| Kunov                  | po r. 1945 (1970) | vysídlení Němců        |
| Kyjice                 | 1979              | Vodní nádrž Újezd      |
| Kýšovice               | po r. 1945 (1979) | vysídlení Němců        |
| Libouš                 | 1979              | těžba hnědého uhlí     |
| Lomazice               | 1967              | vodní nádrž Nechranice |
| Lužice                 | 1972              | těžba hnědého uhlí     |
| Mariánské Údolí        | po r. 1945        | vysídlení Němců        |
| Menhartice             | 1950              | vodní nádrž Křimov     |
| Mezilesí               | po r. 1945 (1980) | vysídlení Němců        |
| Michanice              | 1955              | těžba hnědého uhlí     |
| Mikulovice             | 1988              | složiště popílku       |
| Milžany                | 1970              | těžba hnědého uhlí     |
| Naší                   | 1981              | těžba hnědého uhlí     |
| Nebovazy               | po r. 1945 (1980) | vysídlení Němců        |
| Nová Víska u Domašína  | po r. 1945 (1979) | vysídlení Němců        |
| Nové Sedlo nad Bílinou | 1975              | těžba hnědého uhlí     |
| Obrovice               | 1954              | VVP Hradiště           |
| Pavlov                 | 1990              | složiště popílku       |
| Podhůří                | 1990              | těžba hnědého uhlí     |
| Podmilesy              | po r. 1945 (1967) | vysídlení Němců        |
| Pohlody                | 1979              | těžba hnědého uhlí     |
| Pohraniční             | po r. 1945 (1955) | vysídlení Němců        |
| Pošumpelec             |                   |                        |
| Potočná                | 1990              | složiště popílku       |
| Prahly                 | 1972              | těžba hnědého uhlí     |
| Prunéřov               | 1966              | těžba hnědého uhlí     |
| Přezetice              | 1972              | těžba hnědého uhlí     |
| Přísečnice             | 1974              | vodní nádrž Přísečnice |
| Račice                 | 1981              | těžba hnědého uhlí     |
| Rusová                 | 1974              | vodní nádrž Přísečnice |
| Seligovy Domy          | 1970–1980         | vodní nádrž Přísečnice |
| Siegertův Mlýn         | 1960–1970         | vodní nádrž Jirkov     |
| Stráž                  | po r. 1945 (1980) | postupně vysídleno     |
| Šumná                  | 1990–2000 (1990)  | postupně vysídleno     |
| Tušimice               | 1972              | těžba hnědého uhlí     |
| Úbočí                  | po r. 1945 (1967) | vysídlení Němců        |
| Úhošť                  | po r. 1945 (1963) | vysídlení Němců        |
| Újezd                  | 1980              | Vodní nádrž Újezd      |
| Venkov                 | po r. 1945 (1974) | vysídlení Němců        |
| Vernéřov               | 1988              | složiště popílku       |
| Vrchnice               | 1972              | těžba hnědého uhlí     |
| Vysočany               | 1980              | složiště popílku       |
| Vysoké                 | po r. 1945 (1963) | vysídlení Němců        |
| Zásada                 | 1985              | těžba hnědého uhlí     |
| Zvoníčkov              | 1963              | vysídlení              |

### Okres Děčín
| Obec                         | Doba zániku | Důvod zániku                                      |
| ---------------------------- | ----------- | ------------------------------------------------- |
| Arnoltický Bor               |             |                                                   |
| Bergbauer                    |             |                                                   |
| Cihelny                      |             |                                                   |
| Dolský mlýn                  | po 1945     | vysídlení Němců                                   |
| Fukov                        | 1960        | hraniční pásmo                                    |
| Gutschengel                  |             |                                                   |
| Harrachov                    | po 1945     | vysídlení Němců                                   |
| Hely                         | po 1945     | vysídlení Němců                                   |
| Karolinstahl                 |             |                                                   |
| Klopoty (Dolní Žleb)         | 1956        | hraniční pásmo                                    |
| Králův mlýn                  |             | hraniční pásmo                                    |
| Kunratice                    |             |                                                   |
| Kumpoltice                   | okolo 1920  | rozšíření nádraží Děčín východ a vznik prům. zóny |
| Lázy                         | po 1945     | vysídlení Němců                                   |
| Liščí                        | po 1945     | vysídlení Němců                                   |
| Malé Stínky                  | 1945–1950   | vysídlení Němců                                   |
| Nová Víska (Dolní Poustevna) | 1945–1950   | vysídlení Němců                                   |
| Nová Víska (Růžová)          | po 1945     | vysídlení Němců                                   |
| Nový Fukov                   |             | hraniční pásmo                                    |
| Nový Svět (Horní Podluží)    | po 1945     | vysídlení Němců                                   |
| Nový Svět (Rožany)           | 1950        | hraniční pásmo                                    |
| Papert                       | 1683        | rozhodnutí vrchnosti                              |
| Popovičky                    | po 1945     | vysídlení Němců                                   |
| Ptačí                        | po 1945     | vysídlení Němců                                   |
| Severní                      | po 1945     | hraniční pásmo                                    |
| Skřivančí                    | 1945–1950   | vysídlení Němců                                   |
| Skřivánčí Pole               | po 1945     | vysídlení Němců                                   |
| Sluková                      | po 1945     | vysídlení Němců                                   |
| Stará Studánka               |             | hraniční pásmo                                    |
| Světlík                      | po 1945     | vysídlení Němců                                   |
| Velké Stínky                 | po 1945     | vysídlení Němců                                   |
| Veselíčko 1. díl             | po 1945     |                                                   |
| Zadní Doubice                |             | hraniční pásmo                                    |
| Zadní Jetřichovice           | 1945–1950   | hraniční pásmo                                    |

### Okres Litoměřice
| Obec          | Doba zániku | Důvod zániku    |
| ------------- | ----------- | --------------- |
| Horní Šebířov | po 1945     | vysídlení Němců |
| Mury nad Ohří | 1481        | povodně         |
| Mauerschin    | po 1945     | vysídlení Němců |

### Okres Louny
| Obec                      | Doba zániku | Důvod zániku                                              |
| ------------------------- | ----------- | --------------------------------------------------------- |
| Belveder                  |             |                                                           |
| Berghäuslen               |             |                                                           |
| Březnice                  |             |                                                           |
| Bukovina                  | 1953        | VVP Hradiště                                              |
| Čárka                     |             |                                                           |
| Dolánky                   |             |                                                           |
| Hájek                     | po 1945     |                                                           |
| Hammelhütte               | před 1945   |                                                           |
| Hořetice                  | 1975        | složiště popílku                                          |
| Hrádecká hospoda          | 1960–1970   |                                                           |
| Hůrky                     | 1960        | vysídlení Němců                                           |
| Kličín                    | 1950–1960   | vysídlení Němců                                           |
| Louny – Žatecké předměstí | 1970–1980   | výstavba sídliště                                         |
| Neprobylice               |             |                                                           |
| Pacov                     | 1618–1648   | vypálení vesnice švédskými vojsky během třicetileté války |
| Pertsch                   |             |                                                           |
| Sázavská samota           |             |                                                           |
| Třískolupy                | 1973        | těžba hnědého uhlí, složiště popílku                      |
| Wachtelhäusel             |             |                                                           |

### Okres Most
| Obec                 | Doba zániku | Důvod zániku                                     |
| -------------------- | ----------- | ------------------------------------------------ |
| Albrechtice          | 1983        | těžba hnědého uhlí                               |
| Bylany               | 1978        | těžba hnědého uhlí                               |
| Čepirohy             | 1968–1972   | těžba hnědého uhlí                               |
| Čtrnáct Dvorců       | 1980–1983   | těžba hnědého uhlí                               |
| Dolní Jiřetín        | 1980–1983   | těžba hnědého uhlí                               |
| Dolní Litvínov       | 1957–1959   | těžba hnědého uhlí                               |
| Ervěnice             | 1950        | těžba hnědého uhlí                               |
| Fláje                | 1960        | vodní nádrž Fláje                                |
| Holešice             | 1980        | těžba hnědého uhlí                               |
| Hořany               | 1980–1981   | těžba hnědého uhlí                               |
| Jezeří               | 1980–1990   | těžba hnědého uhlí                               |
| Kamenná Voda         | 1970–1980   | Velebudická výsypka                              |
| Komořany             | 1980–1990   | těžba hnědého uhlí                               |
| Konobrže             | 1979        | těžba hnědého uhlí                               |
| Kopisty              | 1974–1979   | těžba hnědého uhlí                               |
| Libkovice            | 1993        | těžba hnědého uhlí                               |
| Lipětín              | 1959        | těžba hnědého uhlí                               |
| Malý Háj             | po 1945     | vysídlení Němců                                  |
| Most                 | 1982        | těžba hnědého uhlí                               |
| Pařidla              | 1969        | těžba hnědého uhlí                               |
| Pláň                 | 1960–1970   | těžba hnědého uhlí                               |
| Rösslovy Domky       | 1950–1960   | výsypka dolu Šmeral                              |
| Rudolice nad Bílinou |             | těžba hnědého uhlí                               |
| Růžodol              | 1959        | těžba hnědého uhlí                               |
| Skyřice              | 1970–1980   | výstavba průmyslového areálu Velebudice          |
| Slatinice            | 1968        | těžba hnědého uhlí                               |
| Souš                 | 1960–1970   | těžba hnědého uhlí                               |
| Stránce              | 1970–1980   | Velebudická výsypka                              |
| Střimice             | 1950–1960   | těžba hnědého uhlí                               |
| Šenbach (Meziboří)   | 1960–1970   | vysídlení Němců, zbytky součástí města Meziboří  |
| Třebušice            | 1980        | těžba hnědého uhlí                               |
| Velebudice           | 1970–1980   | Velebudická výsypka                              |
| Vršany               | 1978        | těžba hnědého uhlí                               |
| Záluží               | 1974–1975   | rozšíření chemických závodů Chemopetrol Litvínov |
| Zelený Důl           | 1963        | vysídlení Němců                                  |
| Židovice             | 1974        | Velebudická výsypka                              |

### Okres Teplice
| Obec            | Doba zániku     | Důvod zániku                                       |
| --------------- | --------------- | -------------------------------------------------- |
| Břešťany        | 1970–1972       | těžba hnědého uhlí                                 |
| Břežánky        | 1970–1972       | těžba hnědého uhlí                                 |
| Dřínek          | 1967            | Radovesická výsypka                                |
| Habartice       | 1950            | vysídlení Němců, hraniční pásmo                    |
| Hajniště        | 1950–1960       | těžba hnědého uhlí                                 |
| Hetov           | 1968            | Radovesická výsypka                                |
| Hrdlovka        | 1970–1980       | těžba hnědého uhlí                                 |
| Chotovenka      | 1985            | Radovesická výsypka                                |
| Jenišův Újezd   | 1970–1980       | těžba hnědého uhlí                                 |
| Kocourkov       | 1950–1960       | těžba hnědého uhlí                                 |
| Krupá           | před rokem 1945 |                                                    |
| Liptice         | 1970–1980       | těžba hnědého uhlí                                 |
| Lyskovice       | 1970            | Radovesická výsypka                                |
| Mackov          | 1955            | vysídlení Němců, ochranné pásmo vodní nádrže Fláje |
| Mohelnice       | 1950            | vysídlení Němců, hraniční pásmo                    |
| Oldříš          | po roce 1950    | vysídlení                                          |
| Pastviny        | po roce 1950    | vysídlení                                          |
| Pohradice       | 1960–1970       | těžba hnědého uhlí                                 |
| Pokrok          | 1986            | těžba hnědého uhlí                                 |
| Radovesice      | 1971            | Radovesická výsypka                                |
| Staré Verneřice | 1950–1960       | těžba hnědého uhlí                                 |
| Žichlice        | 1989            | Výsypka Chabařovice                                |

### Okres Ústí nad Labem
| Obec                    | Doba zániku | Důvod zániku                                 |
| ----------------------- | ----------- | -------------------------------------------- |
| Adolfov                 |             |                                              |
| Černičky                | po 1945     | vysídlení Němců                              |
| Dělouš                  | 1967        | těžba hnědého uhlí                           |
| Hladov                  | 1945–1950   | vysídlení Němců                              |
| Horní les               | po 1945     |                                              |
| Horní Varvažov          | 1950–1960   | těžba hnědého uhlí                           |
| Hrbovice                |             | těžba hnědého uhlí                           |
| Kabát                   | po 1945     | výstavba Masarykovy nemocnice Ústí nad Labem |
| Kamenice                | 1965        | těžba hnědého uhlí                           |
| Krásný Les – dolní část | 1945–1950   | hraniční pásmo                               |
| Liboňov                 | 1945–1950   |                                              |
| Lochočice               | 1977        | těžba hnědého uhlí                           |
| Maškovice               | po 1945     | vysídlení Němců                              |
| Nedvědice               | 1945–1950   | těžba hnědého uhlí                           |
| Nový Dvůr               | 1950        |                                              |
| Nový Les                | 1950        | úřední zrušení osady                         |
| Otovice                 | 1979        | těžba hnědého uhlí                           |
| Ovčárna                 | 1960–1970   |                                              |
| Panenská                | po 1945     | vysídlení Němců                              |
| Pláň                    | 1945–1950   | zbytek úředně sloučen s obcí Homole          |
| Podhoří                 | po 1945     | těžba hnědého uhlí                           |
| Přerov                  | 1980        | vysídlení Němců                              |
| Průčelí                 | 1945–1950   |                                              |
| Rabenov                 | 1988        | těžba hnědého uhlí                           |
| Rájec                   | 1945–1950   | hraniční pásmo                               |
| Roudné                  | 1968        | těžba hnědého uhlí                           |
| Stará Homole            | po 1945     | vysídlení Němců                              |
| Stříbrníky              | 1977        | přetvořeno na sídliště Ústí nad Labem        |
| Studánka                |             |                                              |
| Tavírna                 |             | průmyslová výstavba                          |
| Tisá                    | 1945–1950   |                                              |
| Tscherlaken             | po 1945     |                                              |
| Tuchomyšl               | 1974        | těžba hnědého uhlí                           |
| Ústí nad Labem – Ostrov | 1945        | nálet                                        |
| Úžín                    | 1965        | těžba hnědého uhlí                           |
| Varvažov                | 1970        | těžba hnědého uhlí                           |
| Větrov                  | po 1945     | vysídlení Němců                              |
| Vitín                   | 1950–1960   | vysídlení Němců                              |
| Vyklice                 | 1981        | těžba hnědého uhlí                           |
| Wokerdolen              |             |                                              |
| Zalužany                | 1974        | těžba hnědého uhlí                           |
| Ždírnice                |             |                                              |

## Liberecký kraj

### Okres Česká Lípa
| Obec         | Doba zániku | Důvod zániku |
| ------------ | ----------- | ------------ |
| Černá Novina |             | VVP Ralsko   |
| Dolní Novina |             | VVP Ralsko   |
| Dolní Okna   |             | VVP Ralsko   |
| Havraní      | po 1945     | vysídleno    |
| Holičky      |             | VVP Ralsko   |
| Chlum        |             | VVP Ralsko   |
| Jablonec     |             | VVP Ralsko   |
| Jezová       |             | VVP Ralsko   |
| Kostřice     |             | VVP Ralsko   |
| Kracmanov    |             | VVP Ralsko   |
| Křída        |             | VVP Ralsko   |
| Mnichov      |             |              |
| Okna         |             | VVP Ralsko   |
| Olšina       |             | VVP Ralsko   |
| Palohlavy    |             | VVP Ralsko   |
| Proseč       |             | VVP Ralsko   |
| Prosíčka     |             | VVP Ralsko   |
| Strážov      |             | VVP Ralsko   |
| Svébořice    |             | VVP Ralsko   |
| Zábělce      |             | VVP Ralsko   |
| Židlov       |             | VVP Ralsko   |

### Okres Jablonec nad Nisou
| Obec    | Doba zániku  | Důvod zániku                      |
| ------- | ------------ | --------------------------------- |
| Mohelka | po roce 2000 | přestavba mimoúrovňové křižovatky |

### Okres Semily
| Obec       | Doba zániku              | Důvod zániku                |
| ---------- | ------------------------ | --------------------------- |
| Radeč      | v 18. století            | výstavba Aerenthalské obory |
| Bukovina   | v 18. století            | výstavba Aerenthalské obory |
| Nouzov     | v 18. století            | výstavba Aerenthalské obory |
| Prklín     | v 19. století            | neznámý                     |
| Přáslavice | v 15. století            | neznámý                     |
| Nová Ves   | přelom 17. a 18. století | vysídlení Valdštejny        |

## Královéhradecký kraj

### Okres Hradec Králové
| Obec                              | Doba zániku          | Důvod zániku                       |
| --------------------------------- | -------------------- | ---------------------------------- |
| Bludy                             | r. 1634              | třicetiletá válka - vypálení Švédy |
| Buková                            | 20. století          | odsun Němců                        |
| Byňovice                          | 17. století          | třicetiletá válka                  |
| Bystré (okres Hradec Králové)     | 15. století          | husitské války                     |
| Čeňov                             | 17. století          | třicetiletá válka                  |
| Drahobylice                       |                      |                                    |
| Drahomiřice                       | 15. století          | husitké války                      |
| Druhova Lhota                     | 19. století          |                                    |
| Haškova Lhota                     | 15. století          | husitské války                     |
| Jistřice                          |                      |                                    |
| Kalthaus                          | 16. století          |                                    |
| Kamenice (okres Hradec Králové)   | 15. století          | husitské války                     |
| Letovčice                         | 15. století          | husitské války                     |
| Liplesy                           | 15. století          | husitské války                     |
| Lány (okres Hradec Králové)       |                      |                                    |
| Maršov (okres Hradec Králové)     | 15. století          | husitské války                     |
| Medříč                            | 15. nebo 16. století | časté záplavy                      |
| Milíčov (okres Hradec Králové)    | 15. století          | husitské války                     |
| Nedabylice                        |                      |                                    |
| Nedakřevice                       | 15. století          | husitské války                     |
| Nepěkošice                        | 17. století          | třicetiletá válka                  |
| Ohnišťanská Lhota                 |                      |                                    |
| Pernštejn (okres Hradec Králové)  |                      |                                    |
| Praskolesy (okres Hradec Králové) |                      |                                    |
| Předboř (okres Hradec Králové)    | 15. století          | husitské války                     |
| Přestavlky (Kosice)               |                      |                                    |
| Sadovice                          |                      |                                    |
| Tečmín                            | 15. století          | husitské války                     |
| Třesice                           | 17. století          | třicetiletá válka                  |
| Turovice (Chlumec nad Cidlinou)   | 15. století          | husitské války                     |
| Turovice (okres Hradec Králové)   |                      |                                    |
| Vančice (okres Hradec Králové     |                      |                                    |
| Vysoká (okres Hradec Králové)     |                      |                                    |
| Záhoří (okres Hradec Králové)     | 15. století          | husitské války                     |

### Okres Jičín
| Obec                    | Doba zániku | Důvod zániku                           |
| ----------------------- | ----------- | -------------------------------------- |
| Byšičky                 | 17. století | třicetiletá válka                      |
| Kříženec (též Křižánky) | 17. století | třicetiletá válka, opuštěna však dříve |
| Rozkoš                  |             |                                        |
| Skaříšov                | 1970–1980   | těžba sklářských písků                 |

### Okres Náchod
| Obec         | Doba zániku | Důvod zániku       |
| ------------ | ----------- | ------------------ |
| Dolní Žlíbek |             |                    |
| Domkov       | 1960–1970   | vodní nádrž Rozkoš |
| Feldhöfel    |             | hraniční pásmo     |
| Harcov       |             |                    |
| Horní Žlíbek |             |                    |
| Libná        | 1945–1950   | vysídlení Němců    |
| Studená      |             | hraniční pásmo     |
| Šeřeč        | 1960–1970   | vodní nádrž Rozkoš |
| Záboř        | po r. 1945  | vysídlení Němců    |
| Záboř        | po r. 1945  | vysídlení Němců    |
| Žlíbeček     |             |                    |

### Okres Rychnov nad Kněžnou
| Obec          | Doba zániku | Důvod zániku    |
| ------------- | ----------- | --------------- |
| Anenská Huť   | 1945–1950   | vysídlení Němců |
| Benátky       | 1945–1950   | vysídlení Němců |
| Bukový        | 1945–1950   | vysídlení Němců |
| Hadinec       | 1950        | vysídlení Němců |
| Hutě          | 1980        | vysídlení Němců |
| Kamenec       | 1945–1950   | vysídlení Němců |
| Malá Strana   | 1950        | vysídlení Němců |
| Mezina        |             |                 |
| Nemanice      | po r. 1945  | vysídlení Němců |
| Ochoz         | 1980        | vysídlení Němců |
| Ostrov        | 1950        |                 |
| Pastviny      | po r. 1950  | vysídlení Němců |
| Podolí        | po r. 1945  | vysídlení Němců |
| Rýnek         | po r. 1950  | vysídlení Němců |
| Sobina        | po r. 1945  | vysídlení Němců |
| Tisovec       | 1945–1950   | vysídlení Němců |
| Václavova Seč | po r. 1950  | vysídlení Němců |
| Vízka         | po r. 1950  | vysídlení Němců |
| Vlčinec       | 1945–1950   | vysídlení Němců |
| Vrchní Orlice |             | hraniční pásmo  |
| Vysoký Kořen  |             |                 |

### Okres Trutnov
| Obec           | Doba zániku | Důvod zániku                                  |
| -------------- | ----------- | --------------------------------------------- |
| Bystřice       | 1950–1960   | vysídlení Němců                               |
| Černá Voda     | po r. 1945  | vysídlení Němců                               |
| Debrné         | 1960–1970   | úložiště popílku elektrárny v Trutnově-Poříčí |
| Jirský Důl     | 1980        | vysídlení Němců                               |
| Kousky         | 1980        | vysídlení Němců                               |
| Ovčárna        | po r. 1945  | vysídlení Němců                               |
| Radostné Údolí | po r. 1945  | vysídlení Němců                               |
| Sklenářovice   | 1945–1950   | vysídlení Němců                               |
| Sovinec        | po r. 1945  | vysídlení Němců                               |
| Vernířovice    | po r. 1945  | vysídlení Němců                               |

## Pardubický kraj

### Okres Chrudim
| Obec     | Doba zániku | Důvod zániku      |
| -------- | ----------- | ----------------- |
| Boukalka | 1950–1960   | těžba vápence     |
| Ležáky   | 1942        | vypáleny nacisty  |
| Oheb     | 1933        | vodní nádrž Seč   |
| Ovčín    | 1912        | vodní nádrž Hamry |

### Okres Pardubice
| Obec                | Doba zániku | Důvod zániku                  |
| ------------------- | ----------- | ----------------------------- |
| Blatník             | 1960–1970   | Synthesia Semtín              |
| Blatníkovská Lhotka | 1960–1970   | Synthesia Semtín              |
| Chvaletice          | 1950–1960   | těžba kyzu                    |
| Lepějovice          |             |                               |
| Malá Lhota          |             |                               |
| Měděnice            |             |                               |
| Přerovsko           |             |                               |
| Telčice             | 1950–1960   | sloučení se zbytkem Chvaletic |

### Okres Svitavy
| Obec            | Doba zániku | Důvod zániku                                                                                      |
| --------------- | ----------- | ------------------------------------------------------------------------------------------------- |
| Bedřichov       |             |                                                                                                   |
| Březinka        |             | vysídlení Němců, cca do roku 2020 zde žil 1 obyvatel, nyní opuštěno kvůli rozšiřování těžby lupku |
| Červená Hospoda | 1970–1971   | výstavba R35                                                                                      |
| Hvězda          | 1945–1950   | vysídlení Němců                                                                                   |
| Hynov           | 14. století |                                                                                                   |
| Královec        | po r. 1962  | vysídlení Němců, do r. 1962 bydlelo 5 českých rodin                                               |
| Kvíčalov        | po r. 1945  | vysídlení Němců                                                                                   |
| Mošenec         | 14. století |                                                                                                   |
| Muzlov          | 1945–1950   | rozšíření ochranného pásma Brněnského vodovodu                                                    |
| Nový Rybník     | 1945–1950   | vysídlení Němců                                                                                   |
| Novosady        |             |                                                                                                   |
| Zejpy           |             |                                                                                                   |
| Žipotín         | 1960        | spojení s osadou Karlín                                                                           |

### Okres Ústí nad Orlicí
| Obec        | Doba zániku | Důvod zániku    |
| ----------- | ----------- | --------------- |
| Horní Hedeč | po r. 1945  | vysídlení Němců |
| Hutberg     |             |                 |
| Kulina      | po r. 1945  | vysídlení Němců |
| Peklo       |             |                 |
| Trundorf    | 1880        |                 |
| Valcha      |             |                 |

## Vysočina

### Okres Havlíčkův Brod
| Obec        | Doba zániku | Důvod zániku        |
| ----------- | ----------- | ------------------- |
| Bělice      |             |                     |
| Březinky    | 1933        | vodní nádrž Seč     |
| Budeč       | 1975        | vodní nádrž Želivka |
| Plhov       |             |                     |
| Rouzeň      |             |                     |
| Soběboř     | 1420        | husitské války      |
| Staré Hamry | 1970–1980   | vodní nádrž Želivka |
| Zábělčice   | 1580        |                     |
| Zahrádka    | 1975        | vodní nádrž Želivka |

### Okres Jihlava
| Obec    | Doba zániku | Důvod zániku         |
| ------- | ----------- | -------------------- |
| Doubkov |             |                      |
| Fabriky |             | sloučení s obcí Ústí |
| Jezevčí |             |                      |
| Střenč  | po r. 1591  |                      |

### Okres Pelhřimov
| Obec         | Doba zániku                   | Důvod zániku                              |
| ------------ | ----------------------------- | ----------------------------------------- |
| Blatina      |                               |                                           |
| Korce        | krátce po roce 1454           |                                           |
| Kumbal       |                               |                                           |
| Leskovice    | 1945 (po válce obec obnovena) | vypálena nacisty (po válce obec obnovena) |
| Wasenmeister |                               |                                           |
| Zámostí      | 1969                          | vodní nádrž Želivka                       |

### Okres Třebíč
| Obec      | Doba zániku | Důvod zániku                |
| --------- | ----------- | --------------------------- |
| Heřmanice | 1970–1980   | jaderná elektrárna Dukovany |
| Lipňany   | 1975        | jaderná elektrárna Dukovany |
| Mstěnice  | 1468        | tažení Matyáše Korvína      |
| Prachárna | 1970–1980   | vodní nádrž Mohelno         |
| Skryje    | 1970–1980   | jaderná elektrárna Dukovany |
| Říčánky   | po r. 1420  | ?husitské války?            |

### Okres Žďár nad Sázavou
| Obec       | Doba zániku | Důvod zániku                                   |
| ---------- | ----------- | ---------------------------------------------- |
| Hamry      | 1956        | vodní nádrž Vír                                |
| Hrdá Ves   | 1954        | sloučení s Vírem                               |
| Chudobín   | 1953        | vodní nádrž Vír                                |
| Korouhvice | 1956        | vodní nádrž Vír                                |
| Mnichov    | po 1587     | zakoupení Novým Městem a přestěhování obyvatel |

## Jihomoravský kraj

### Okres Blansko
| Obec              | Doba zániku | Důvod zániku              |
| ----------------- | ----------- | ------------------------- |
| Budkovany         | 1437–1464   | požár                     |
| Bystřec           | po r. 1646  | moravské markraběcí války |
| Harbechy          | 15. století | neznámý                   |
| Městečko Holštejn | po r. 1550  | odchod obyvatel           |
| Stavení           | 1972–1976   | vodní nádrž Letovice      |
| Típeček           | 15. století | husitské války            |

### Okres Brno-město
| Obec         | Doba zániku | Důvod zániku                                         |
| ------------ | ----------- | ---------------------------------------------------- |
| Kamenný Mlýn | 1930        | území postupně rozděleno do několika městských částí |
| Kníničky     | 1936–1940   | Brněnská přehrada                                    |

### Okres Brno-venkov
| Obec   | Doba zániku | Důvod zániku           |
| ------ | ----------- | ---------------------- |
| Mušov  | 1970–1980   | vodní nádrž Nové Mlýny |
| Želice | 1485–1486   | odchod obyvatel        |

### Okres Břeclav
| Obec  | Doba zániku | Důvod zániku |
| ----- | ----------- | ------------ |
| Aloch | 15. století |              |

### Okres Hodonín
| Obec       | Doba zániku | Důvod zániku |
| ---------- | ----------- | ------------ |
| Jiříkovice | 15. století |              |

### Okres Vyškov
| Obec     | Doba zániku  | Důvod zániku    |
| -------- | ------------ | --------------- |
| Hamlíkov | 1596         | odchod obyvatel |
| Konůvky  | 1419–1436    | husitské války  |
| Sokolí   | před r. 1563 | husitské války  |
| Vilémov  | před 1563    | odchod obyvatel |

### Okres Znojmo
| Obec       | Doba zániku   | Důvod zániku       |
| ---------- | ------------- | ------------------ |
| Bítov      | kolem r. 1933 | vodní nádrž Vranov |
| Český      | po r. 1618    | odchod obyvatel    |
| Hatě       |               |                    |
| Ječmeniště | po r. 1948    | hraniční pásmo     |

## Olomoucký kraj

### Okres Olomouc
| Obec                 | Doba zániku | Důvod zániku     |
| -------------------- | ----------- | ---------------- |
| Barnov               | 1946        | VVP Libavá       |
| Bělá                 | 1946        | VVP Libavá       |
| Bleiss               | 1945–1950   | VVP Libavá       |
| Čermná               | 1946        | VVP Libavá       |
| Eliščiná             | 1945–1950   | VVP Libavá       |
| Heřmánky             | 1946        | VVP Libavá       |
| Heroltovice          | 1946        | VVP Libavá       |
| Hühnerberg           |             | VVP Libavá       |
| Javoříčko            | 1945        | vypáleno nacisty |
| Jestřabí             | 1946        | VVP Libavá       |
| Keprtovice           | 1946        | VVP Libavá       |
| Kozlov               | 1946        | VVP Libavá       |
| Kyjanice             | 1945–1950   | VVP Libavá       |
| Lerchenfeld          | po 1945     | vysídlení Němců  |
| Luboměř pod Strážnou | 1946        | VVP Libavá       |
| Město Libavá         | 1946        | VVP Libavá       |
| Milovany             | 1946        | VVP Libavá       |
| Nepřívaz             | 1946        | VVP Libavá       |
| Nová Ves nad Odrou   | 1946        | VVP Libavá       |
| Nové Dvorce          | po 1945     | vysídlení Němců  |
| Nové Oldřůvky        | 1946        | VVP Libavá       |
| Olejovice            | 1946        | VVP Libavá       |
| Pivovarský kopec     |             | VVP Libavá       |
| Popelný kout         | 1945–1950   | VVP Libavá       |
| Ranošov              | 1946        | VVP Libavá       |
| Rudoltovice          | 1946        | VVP Libavá       |
| Slavkov              | 1946        | VVP Libavá       |
| Smilov               | 1946        | VVP Libavá       |
| Stará Voda           | 1946        | VVP Libavá       |
| Staré Rudoltovice    | 1945–1950   | VVP Libavá       |
| Varhošť              | 1946        | VVP Libavá       |
| Velká Střelná        | 1946        | VVP Libavá       |
| Vojnovice            | 1946        | VVP Libavá       |
| Zigartice            | 1946        | VVP Libavá       |

### Okres Jeseník
| Obec            | Doba zániku | Důvod zániku         |
| --------------- | ----------- | -------------------- |
| Andělské Žleby  | 1960–1970   |                      |
| Annín           | po 1945     | vysídlení Němců      |
| Borůvková       | 1945–1950   | vysídlení Němců      |
| Červený Důl     |             |                      |
| Dolní Les       | po 1945     | vysídlení Němců      |
| Gotartovice     | 1950–1965   | armáda ČSSR          |
| Hamberk         | 1965        | úřední zrušení osady |
| Hraničky        | 1959–1960   | armáda ČSSR          |
| Hraničná        |             |                      |
| Hřibová         | 1965        |                      |
| Javorná         | 1945–1950   | vysídlení Němců      |
| Johanka         | 1965        | armáda ČSSR          |
| Kamenné         | 1961        | armáda ČSSR          |
| Karlov          |             |                      |
| Nové Dvory      |             |                      |
| Nové Vilémovice | po 1945     | vysídlení Němců      |
| Nýznerov        |             |                      |
| Pavlínka        | 1950–1960   |                      |
| Rokliny         | po 1945     | vysídlení Němců      |
| Růženec         | 1960        | armáda ČSSR          |
| Sklená          | 1965        |                      |
| U Šišky         |             |                      |
| Zastávka        | 1960        | vysídlení Němců      |

### Okres Přerov
| Obec    | Doba zániku | Důvod zániku |
| ------- | ----------- | ------------ |
| Bělidlo | 1945–1950   | VVP Libavá   |

### Okres Prostějov
| Obec       | Doba zániku | Důvod zániku                                             |
| ---------- | ----------- | -------------------------------------------------------- |
| Bajajka    |             |                                                          |
| Kandie     | 1945        | zničeno při bojích 2.svět války                          |
| Kloboučky  | po 1493     |                                                          |
| Rakůsky    | 16. století | přestěhování obyvatel do Prostějova                      |
| Slaná      |             |                                                          |
| Trpenovice | 1466        | připojeno k Vrahovicím (od roku 1973 součást Prostějova) |

### Okres Šumperk
| Obec          | Doba zániku | Důvod zániku    |
| ------------- | ----------- | --------------- |
| Adamov        | 1950–1960   |                 |
| Bída          |             |                 |
| Cibulka       | 1948        | vysídlení Němců |
| Josefová      | 1955        | vysídlení Němců |
| Kameničný     |             |                 |
| Krondörfl     | 1960        | vysídlení Němců |
| Labe          | po 1945     | vysídlení Němců |
| Lesní Mlýn    |             |                 |
| Rehfeld       | po 1945     | vysídlení Němců |
| Rudkov        | po 1945     | vysídlení Němců |
| Starý Kopec   |             |                 |
| Svobodín      | 1950–1960   | vysídlení Němců |
| Štolnava      | 1950–1960   | vysídlení Němců |
| Valbeřice     |             |                 |
| Zadní Alojzov | po 1945     | vysídlení Němců |
| Zaječí        |             |                 |

## Moravskoslezský kraj

### Okres Bruntál
| Obec                  | Doba zániku        | Důvod zániku                      |
| --------------------- | ------------------ | --------------------------------- |
| Adamov                | po 1945            | vysídlení Němců, lidové milice    |
| Artmanov              | po 1945            | vysídlení Němců                   |
| Dlouhá Ves            | po 1945            | vysídlení Němců                   |
| Dolní huť             | 1980–1990          | vodní nádrž Slezská Harta         |
| Ferdinandov           | 1965               | úřední zrušení osady              |
| Hamry                 | 1980–1990          | vodní nádrž Slezská Harta         |
| Herčivald             |                    | vodní nádrž Kružberk              |
| Hodice                |                    |                                   |
| Hutov                 | po 1945            |                                   |
| Jelení                | po 1945            | vysídlení Němců                   |
| Karlovec              | 90. léta 20. stol. | vodní nádrž Slezská Harta         |
| Kašnice               | po 1945            | vysídlení Němců                   |
| Kraví hora            | po 1945            | vysídlení Němců                   |
| Křížová               | po 1945            | vysídlení Němců                   |
| Leskovec nad Moravicí | 1997               | vodní nádrž Slezská Harta         |
| Malý Valštejn         | po 1945            | vysídlení Němců                   |
| Medvědí Kout          |                    |                                   |
| Morgenland            | po 1945            | vysídlení Němců                   |
| Nová Pláň             | 1987–1997          | vodní nádrž Slezská Harta         |
| Nový Les              | po 1945            | vysídlení Němců                   |
| Osoblaha              | 1939–1950          | 2. světová válka, vysídlení Němců |
| Pelhřimovy            | 1945–1950          | hraniční pásmo                    |
| Razová                | 1997               | vodní nádrž Slezská Harta         |
| Rejchartice           |                    | údajně rudou armádou              |
| Růžová                | po 1945            | vysídlení Němců                   |
| Skřivánčí Pole        |                    |                                   |
| Studnice              | po 1945            | vysídlení Němců                   |
| Závsí                 |                    |                                   |
| Ztracená Voda         | po 1945            | vysídlení Němců                   |
| Životice              | po 1945            | vysídlení Němců                   |

### Okres Frýdek-Místek
| Obec        | Doba zániku | Důvod zániku        |
| ----------- | ----------- | ------------------- |
| Huti        | 1964–1969   | vodní nádrž Šance   |
| Huťkula     | 1964–1969   | vodní nádrž Šance   |
| Řečica      | 1964–1969   | vodní nádrž Šance   |
| Staré Hamry | 1964–1969   | vodní nádrž Šance   |
| Šance       | 1964–1969   | vodní nádrž Šance   |
| U spolku    | 1961–1964   | vodní nádrž Morávka |

### Okres Karviná
| Obec            | Doba zániku  | Důvod zániku       |
| --------------- | ------------ | ------------------ |
| Amerika         |              | těžba černého uhlí |
| Darkov          | po roce 1945 | těžba černého uhlí |
| Karvinná        |              | těžba černého uhlí |
| Kašpárkovice    |              | těžba černého uhlí |
| Kateřina        |              | těžba černého uhlí |
| Kolonie Vagónka | 2011         |                    |
| Louky           |              | těžba černého uhlí |
| Podjedlí        |              | těžba černého uhlí |
| Solca           |              | těžba černého uhlí |
| Stávky          |              | těžba černého uhlí |

### Okres Nový Jičín
| Obec           | Doba zániku | Důvod zániku                  |
| -------------- | ----------- | ----------------------------- |
| Harty          | 1956        | stavba Letiště Ostrava-Mošnov |
| Palačovská Keř |             |                               |

### Okres Opava
| Obec           | Doba zániku | Důvod zániku         |
| -------------- | ----------- | -------------------- |
| Březí          |             |                      |
| Kerhartice     | 1965        | vodní nádrž Kružberk |
| Medlice        | 1965        | vodní nádrž Kružberk |
| Moravská Harta | 1948–1955   | vodní nádrž Kružberk |
| Na Haldě       |             |                      |
| Růžová         | po r. 1945  | vysídlení Němců      |
| Výhoda         |             |                      |

### Okres Ostrava-město
| Obec   | Doba zániku | Důvod zániku                |
| ------ | ----------- | --------------------------- |
| Lagnov | po r. 1945  | spojení s městem Klimkovice |
| Švrkl  | 1945–1950   | hutní kombinát Nová huť     |

## Zlínský kraj

### Okres Kroměříž
| Obec    | Doba zániku | Důvod zániku |
| ------- | ----------- | ------------ |
| Bajajka |             |              |

### Okres Vsetín
| Obec       | Doba zániku | Důvod zániku          |
| ---------- | ----------- | --------------------- |
| Lomná      |             |                       |
| Stanovnica | 1980–1990   | vodní nádrž Karolinka |
| Svéradov   |             |                       |
| Zubrůvka   |             |                       |

### Okres Zlín
| Obec            | Doba zániku | Důvod zániku          |
| --------------- | ----------- | --------------------- |
| Janůvky         | 1971–1976   | vodní nádrž Slušovice |
| Ploština        | 1945        | vypálena nacisty      |
| Sobolica        | 1971–1976   | vodní nádrž Slušovice |
| Vařákovy paseky | 1945        | vypálena nacisty      |